# たかはし智秋
たかはし 智秋（たかはし ちあき、本名および旧芸名：高橋 千晶、1977年5月8日 - ）は、日本の女性声優、ナレーター、歌手、グラビアアイドル。神奈川県横浜市出身。フリー。
声優ユニット・Aice5のメンバー。

## 来歴
アニメオタクの兄の影響で声優を志す。小さい時にショックだったのは、朝から晩まで一緒に遊んでいた同級生が、テストで100点を取ったりしていたことであった。一方、たかはしはいつも20点ぐらいで、少し劣等感を覚えて勉強したものの、60点くらいがせいぜいだった。5段階評価では、おおむね“2”で、「成績“2”の人が、“4”や“5”の人と対等に渡り合っていこう」となるには並大抵の努力では足りず、その時に、「私の中でちょっとだけでもポテンシャルの高いものがあるとしたら何だろう……」と考えていた。その時に「まあ、せいぜい“3”くらいは貰えるかな」と思いついたのが、色々な声マネをしたり、何かを表現するということだった。その人生の近道が声優への道であったという。小6の時は太っており声も変わっていたため、いじめを経験する。卒業文集で将来の夢を書く際、「相撲か声優と書けば笑われない」と思っていたが、女性が力士になれないと考えたことから声優と書いた。
芝居を学ぶため、中学・高校時代は演劇部に所属しながらテレビのサスペンスドラマのエキストラに出演していた。ドラマで共演した片平なぎさから声を褒められたことも、声優への道を後押しする一因となった。
当初は演劇で食べていけるとは思っていなかったため、バスガイドになろうと思っていたという。幼い頃から太っていたが、「芸事で生計を立てたい。モデルになりたい」と考え、オーディションに挑戦していた。しかし、「声が特徴的」と評価され、声優養成所に進むことを決意する。
芸能界入りを猛反対する両親に対し、オーディションの合格通知5つほどを見せつけ、否応無しに了承させる。その後、父から受け取った100万円の手切れ金と共に家出し、芸能界を目指した。その時受かった合格通知の中から、老舗の声優養成所を選び、レッスン期間が1年と短く週6日ほどレッスンがあるため、「集中してできる」と思ったという。高校卒業したタイミングでその養成所に入所したという。
養成所に通いながら当時の彼氏と同棲を始めて、彼とは結婚まで考えていたという。養成所を卒業する頃に事務所所属のオーディションに受かり、「声優としてこれから」という時に失恋し、19歳か20歳の時、「ごめんなさい」と土下座をし、実家に戻ったという。
初仕事は同期の友人3人と少女向け漫画雑誌『ASUKA』のラジオCMであった。
事務所に所属後は&BやHIP HOP、レゲエが好きで、セクシーなインポートドレスなどを好んで着ていたが、当時はウケが良くなかった様子だった。格好の問題だけではなく、当時はマイク前での芝居も耳を塞ぎたいぐらい酷かったことから、ことごとくオーディションに落ちていた。「そもそも声のお仕事なのに、どうして恰好のことを言われるんだろう？」と納得がいかなかったが、若いうちはなかなか話を聞いてくれなかった。後にゲームのオーディションに合格してキャラソンを歌っていた時、たかはしだけ他のキャストと違い、ビヨンセのような恰好をしていた。
最初の頃は、周囲の人物たちと上手くコミュニケーションがとれなかった。皆仕事を取るために努力して、制作スタッフやマネージャーと上手く接していたが、たかはしはそれを快く思わず、ベテランの先輩にまで「媚びて仕事を貰おうとしている!ごますっている!卑怯だ!」と失礼なことをたくさん言ってしまい、色々な人物を傷つけてしまった。頑張って真似をしてみても、全く逆効果で「バカにしているのかね、君は」と怒られてしまうため、たかはしの持っている「生き辛い気質」として受け入れることに決めたという。
青二塾出身で、デビュー当初は青二プロダクションに所属。その後青二プロには3年間在籍していたが、諸事情で退社。アニメも洋画の吹き替えもほとんどしていなかったことから「ここで諦めていいのか？」と思った。その時、「もう1回納得がいくまでやってみよう!」と1週間後にアーツビジョンに移籍した。当初は本名で活動していたが、アーツビジョン移籍を機に現在の芸名に改名した。青二プロ時代、ゲーム『卒業III 〜Wedding Bell〜』において共演した中山真奈美・小松里賀・根橋美絵子・古山あゆみと共にユニットを組んでいた。
移籍して1年くらい洋画の吹き替えで役を貰ったが、下手くそで途中で降板。その時は「声優には本当に向いてない。やめよう」と思い、その旨を伝えに事務所へ行ったところ、海外ドラマのレギュラーが決まった。「私が降ろされたことを知っているのかな……」と思い聞いたところ「そんなのよくあることだよ。この業界は努力が必要な世界だから、がんばって!!」と逆に元気づけられた。それでよく考えた結果、「辞めるのはこの作品が終わってからでも遅くないかな」と思い、決まったその作品は責任を持ってやり遂げることにした。まずはマネージャーに「人のお芝居を見て、勉強したほうがいいでしょうか?」と相談したところ、「人の芝居は楽しむだけでいい。自分に何ができるかを知ってほしい」とアドバイスされ、目からウロコが落ちた瞬間だったという。そのレギュラーの現場がとても楽しく、素敵な先輩たちに可愛がってもらい、温かいアフレコ現場のありかたを学んだ。そのレギュラーが終わる頃には、アニメのオーディションに合格したため、いつの間にか辞める話は消えてしまったという。
『君のぞらじお』（ラジオ大阪・TBSラジオ→インターネットラジオ）に開始以来出演し続けてきた石橋朋子の卒業からしばらくして、2004年末から同番組の新レギュラーとして加入。また、同番組などで共演している栗林みな実と共に、「ミナミ・クリバヤシ&CT.ベロニカ」としてユニット・「exige」（エクシージ）を組み、主に番組内や番組関連のイベントで活動している。

### 年譜
2005年
- 10月29日、堀江由衣がリーダーの声優ユニット「Aice5」（アイス）のメンバーとなる（2007年9月に解散）。

2007年
- 9月30日付けで、アーツビジョンを離れ、フリーとなる。

2008年
- 12月25日発売の小学館刊『sabra』2009年2月号で、初めて自身のグラビア写真が掲載される（撮影：野村誠一）。10月号にも掲載。なお、引き受けた理由は「マドンナやビヨンセのようなセクシーな歌手に憧れていたから」と、2010年2月に発売された写真集『Juicy Dancing』発売イベントでのインタビューで語っている。

2009年
- 7月より、マネジメントの一部をLove Mail Proに委託。
- 9月26日、オーストラリア・シドニーで開催されたエミネンス交響楽団によるオーケストラコンサート「A Night in Fantasia 2009」に日本人声優で唯一ゲスト出演し、『THE IDOLM@STER』のキャラクター三浦あずさのキャラクターソング「隣に…」を歌った。

2010年
- 2月10日、自身の最初で最後になる写真集『Juicy Dancing』を発売。露出度が高い過激な内容で、声優がこういったセクシー写真集を発売するのは極めて異例。また、これと連動したイメージDVD『JUICY JUICY JUICY』が3月30日に発売された。「グラビアアイドルと声優は近いところが多い。一瞬一瞬のひらめきが大切なところはアフレコもグラビアも同じ」と発言している。
  - 4月4日、avex rhythm zoneより発売されたデビュー曲「Juicy」で歌手活動を開始。

- 8月、イベントやブログでavexに所属することを表明し、2010年10月1日にはエイベックス・マネジメントとの専属アーティスト契約が公式ブログにて正式に告知された。また、フリー時代にマネジメント業務の一部を請け負っていたLMPプロモーション（Love Mail Pro）も、エイベックス側と業務提携を結んだ上で引き続きマネジメントを担当している。

2011年
- 10月5日、SPANKERSのナンバー「CHUPA RICO」をカバーした「今夜はチュパ♡リコ」でCDデビュー。カップリングには先述の「Juicy」も収録されている。YouTubeへアップロードされたプロモ映像が直後にR指定されるなど、「エロすぎる」内容が話題になった。

2012年
- BSジャパンで1年間放送したお色気番組『ギルガメッシュLIGHT』にレギュラーで顔出し出演した。10月5日放送の第39回以降は個人コーナー「ちあKINGのイイ女になりなさい」を担当した。
- 5月1日、LMPプロモーションの所属を離れ、ラジオ関西東京支社を臨時窓口として間借り。
- 12月2日、テレビ東京の特別番組『カラオケ★バトル 芸能界No.1決定戦』に顔出し出演。高露出度の衣装で都はるみの曲「好きになった人」を歌って91.154点という高得点を叩き出し、司会の堺正章らを驚かせた。

2013年
- 1月1日、テレビ東京の特別番組『新春カラオケバトル11〜史上最強!下剋上スペシャル〜』に顔出し出演。前回より高い94.190点を叩き出したが、95.796点を叩き出した水森かおりに敗退した。
- エイベックス・マネジメントの所属を離れる。

2015年
- ユニット「Aice5」活動再開。
- 11月11日、ライブリハーサル中に足を痛め、右足のアキレス腱断裂と診断されたことがAice5のオフィシャルサイトなどを通じて発表された。

## 人物・エピソード
声優業では、アニメ・ゲーム・吹き替えの他にテレビCMやドキュメンタリー番組のナレーションなど幅広く活動している。今までに色々なタイプの役の声を演じている。
兄がいる。父親は師範で武道をしていた。父の仲間がローテーションを組んで教えている道場に、中学時代から本格的に通っていた。父はそれまでずっと兄にやらせたがっていたが、兄はピアノ、習字、料理がうまく、三歩下がっているような人物であり、「兄とたかはしが逆になれば良かったのに」という感じであった。たかはしは初めは見ているだけだったが、見ているだけではつまらなかったため、「じゃあやってみよう」ということで始めたところ、「けっこう面白い
じゃない」となった。その後たかはしは水泳、バスケット、バレーなどをしていたが、空手だけが続いていた。
母親の影響から幼少時より洋楽やマドンナなどが好きで、3歳の頃からセクシーポーズを真似たりするような子供だった。大のパーティー好きで、声優業の傍ら、様々なパーティーやクラブイベントに参加経験がある。声優業界以外にもチェケラッチョ（本人が命名）な友人が多い。本人はパーティーのことを「ネイティブスピーカーの発音だとそう聞こえる」、という理由で「ポーリー」と言っている。「ジューシーポーリーイェイ（Juicy Party Yey、略してJPY）」という独特の挨拶をする。別れの挨拶は「ジューシーポーリーバーイ」である。
ヒョウ柄・トラ柄が好きで、自分のファッションについては「サファリパーク」と称している。『sabra』2009年2月号で掲載された衣装もヒョウ柄・トラ柄がメインだった。
声優業界でも抜群のプロポーションを持ち、セクシー写真集を発売するなど、2008年頃からセクシー路線を進んでいる。「セクシーすぎる声優」と言われているが、このポジションはごく稀だという。セクシーな恰好が好きで、ブログにもよく写真を載せていたが、その時、業界関係者に「グラビアをやりませんか?」と声をかけてもらい、30歳の頃、セクシーグラビアの仕事を始める。イベントのトークで「バストはGカップ」と発言している。
美容法については、30歳になり、グラビアをやることが決まってから本格的に美容に力を入れるようになった。それまでは、ひたすら「食べない」など、体に良くないダイエットをしていたが、「美と健康は隣り合わせだ」と知ってからは、食事も、食べる物や時間などを工夫するようになった。エステにも通っており、プラセンタ注射、ビタミンB6、アミノ酸(トリプトファン)注射なども、積極的に打っており、運動もインナーマッスルを鍛えるなど、発声にも役立つ運動をしているという。
Aice5（アイス）のメンバーとして活動していた時、たかはしだけラップを歌ったり、他のメンバーたちよりも短いスカートを履いたり異端児だった。他にも色々ユニットをしていたが、その中でもたかはしの「セクシースパイス」は炸裂していた。Aice5のメンバーをはじめ、ユニットのメンバーが暖かく見守り支えており、キャラが被らないことから「接しやすいというのもあった」と語るが、仲間にはとても恵まれていたという。そんな仲間の協力もあり、「セクシースパイス」が少しお祭り的な役目になり、「たかはし智秋はセクシーなのになぜか面白い」ということで、人気のある男性声優たちから声を掛けてもらいイベントや番組に出演している。女性ファンが多い中、「私のようなお色気全開な女は非難囂々なのではないか」と思っていたところ受け入れてもらい、女性からファンレターを貰うことが多くなった。一方、2014年当時の若い新人女性声優たちとも番組をしている、若い女性声優のファンの男性たちからも、「○○ちゃんを活かしてくれてありがとうございます」というお便りを貰うという。2014年当時は「たかはし智秋とレギュラーラジオ番組を持つと、大活躍できる!」という噂も広まっており、「セクシースパイス」は「幸運を呼ぶのかもしれない」と嬉しく思っているという。
ゲーム『THE IDOLM@STER』の三浦あずさ役を演じているが、スタッフとは以前、別のアーケードで一緒にしていたことがあった。その時に『THE IDOLM@STER』のオーディションに誘われた。オーディションを受けてからしばらく音沙汰がなく、「そういえば、あのお話はどうなったのかなぁ」という半ば忘れかけたタイミングで、「受かりました」と連絡をもらった。その時にウキウキしながら資料を見ていたところキャラクター表にも載っていなかったあずさが載っており、これがあずさとの最初の出会いであった。たかはし曰くオーディションの時に持参した台詞は勝気で活発な女の子役だったため、あずさに抜擢されたのかはよくわからないという。それまでは、仕事やオーディションでもらう役も素の私に近いハキハキした役やキツイ感じのお姉様役などが多く、おっとりした役をあまり演じていたことがなかったため、あずさがたかはしの新しい側面を見つけれくれたと言えるかもしれないという。しかし、最初にあずさを演じていた時は、おっとりした喋り方に生みの苦しみを嫌というほどイライラしてしたという。
2007年、『THE IDOLM@STER RADIO』内にて、井上喜久子を教祖とする「17歳教」に対抗して「23歳教」を提唱し、後日ブログにて誕生を宣言。信者第一号兼最高患部（=幹部）は今井麻美。
座右の銘は「向かうところ道なし」。

## 出演
太字はメインキャラクター。

### テレビアニメ
2000年
- 犬夜叉（妹姫、村人）
- クレヨンしんちゃん（女性客、女子高生）
- 週刊ストーリーランド（娘）
- 女神候補生（リペアラーA）

2001年
- 地球防衛家族（女の子C、SANAEの声 他）
- 機動天使エンジェリックレイヤー（店員）
- しましまとらのしまじろう
- スターオーシャンEX（スフィア）
- 逮捕しちゃうぞ SECOND SEASON（小学生達）
- ココロ図書館（カージーズエンジェル）
- ヒカルの碁（生徒）

2002年
- ちっちゃな雪使いシュガー（ハトさん）
- アクエリアンエイジ Sign for Evolution（少女3）
- 幻魔大戦 神話前夜の章（松平マコ）
- ぱにょぱにょデ・ジ・キャラット（少女、イルカ）
- フルメタル・パニック!（工藤シオリ、田辺愛、場内アナウンス）
- 炎の蜃気楼（若者）
- ふぉうちゅんドッグす（愛ちゃん、コッコ）
- 陸上防衛隊まおちゃん（下士官B）

2003年
- マーメイドメロディー ぴちぴちピッチ（美晴）
- カレイドスター（女性達）
- ヴァイスクロイツ グリーエン
- バロムワン（小松アナ）

2004年
- 光と水のダフネ（高橋美津江、ホステス）
- GANTZ（TVレポーター）
- 双恋（桃衣愛、ビリー）
- Φなる・あぷろーち（陸奥笑穂）

2005年
- UG☆アルティメットガール（ソフビ怪獣グルマァク）
- まじかるカナン（カレンデュラ）
- おくさまは女子高生
- ギャラリーフェイク（香澄）
- フタコイ オルタナティブ（桃衣愛）
- ゾイドジェネシス（2005年 - 2006年、ア・カン）
- ディノブレイカー（バートの母）

2006年
- 爆球Hit! クラッシュビーダマン（吸蛾）
- 鍵姫物語 永久アリス輪舞曲（デリーラ）
- タマ&フレンズ 探せ!魔法のプニプニストーン
- 乙女はお姉さまに恋してる（厳島貴子）

2007年
- 風のスティグマ（キャサリン・マクドナルド）
- School Days（甘露寺七海）
- もやしもん（2007年 - 2012年、宏岡亜矢） - 2シリーズ

2008年
- ヤッターマン（第2作）（2008年 - 2009年、オモッチャマ、ネエトン、ワダアッコー、巨大オマカセメカ、アフロアヒル、お笑いカラス、オハヤシ星人、占いママさん、女子高生メカ、オロカブ）
- カオス;ヘッド -CHAOS;HEAD-（楠優愛、楠美愛）
- 地獄少女 三鼎（諸星綺羅）

2009年
- 明日のよいち!（雛形唯）
- 11eyes（赤嶺彩子）
- 真・恋姫†無双（2009年 - 2010年、張勲） - 2シリーズ
- BLEACH 斬魄刀異聞篇（灰猫）

2010年
- いちばんうしろの大魔王（鳥井美津子）
- おまもりひまり（明夏羽）
- ポケットモンスター ベストウイッシュ（2010年 - 2013年、ジュンサー、サトシのガマガル、コテツのダイケンキ、ムサシのプルリル 他） - 2シリーズ

2011年
- Rio RainbowGate!（リナ・ゴルトシュミット・タチバナ）
- 俺たちに翼はない（望月紀奈子）
- 星空へ架かる橋（藤堂つむぎ）
- THE IDOLM@STER（2011年 - 2012年、三浦あずさ） - 1シリーズ + 特別編

2012年
- 戦国コレクション（近藤勇）
- NARUTO -ナルト- SD ロック・リーの青春フルパワー忍伝（ゼンゼン）
- はぐれ勇者の鬼畜美学（ミランダ）

2013年
- 宇宙戦艦ヤマト2199（エリーサ・ドメル）
- 超次元ゲイム ネプテューヌ THE ANIMATION（マジェコンヌ）
- 君のいる町（桐島葵）
- キルラキル（函館臣子）
- BLAZBLUE ALTER MEMORY（ライチ＝フェイ＝リン）
- 世界でいちばん強くなりたい!（ジャッカル東条）

2014年
- ガイストクラッシャー（デーツ）
- モモキュンソード（艶鬼）
- ハナヤマタ（ハナママ）
- テラフォーマーズ（2014年 - 2016年、三条加奈子） - 2シリーズ
- ガンダム Gのレコンギスタ（2014年 - 2015年、マッシュナー・ヒューム）

2015年
- 夜ノヤッターマン（オダさま、オモッチャマ）
- 銀魂゜（近藤勲♀）
- ビキニ・ウォリアーズ（ダークエルフ）
- それが声優!（たかはし智秋）
- おそ松さん（イヤ代）
- 櫻子さんの足下には死体が埋まっている（三奈美の母親）

2016年
- 美少女戦士セーラームーンCrystal Season III（ユージアル）
- 信長の忍び（2016年 - 2018年、帰蝶） - 3シリーズ

2017年
- AKIBA'S TRIP -THE ANIMATION-（紅影千房）
- sin 七つの大罪（アスモデウス）
- ヘボット!（スゴスゴインダーネジ、チョリー・ムカムカ、モミ村タマ子）
- 牙狼〈GARO〉-VANISHING LINE-（2017年 - 2018年、ウェイトレス・チアキ、Mragの店員）

2018年
- LOST SONG（ポニー・グッドライト）
- Cutie Honey Universe（ドラゴンパンサー）
- おとなの防具屋さん（2018年 - 2021年、ローズ・ローエ / 超ローエ） - 2シリーズ
- キラッとプリ☆チャン（2018年 - 2019年、赤城アラシ〈ママ〉）
- レゴ ニンジャゴー（ウルトラ・バイオレット）

2019年
- ぱすてるメモリーズ（摩耶）
- 魔法少女特殊戦あすか（三浦瀬奈）
- 慎重勇者〜この勇者が俺TUEEEくせに慎重すぎる〜（ケオス＝マキナ / グレイターデーモン）

2020年
- プリンセスコネクト!Re:Dive（2020年 - 2022年、クリスティーナ） - 2シリーズ
- 『ヒプノシスマイク -Division Rap Battle-』Rhyme Anima（2020年 - 2023年、勘解由小路無花果） - 2シリーズ

2021年
- ドラゴン、家を買う。（シーフ）
- 女神寮の寮母くん。（和知みねる）
- 世界最高の暗殺者、異世界貴族に転生する（エスリ）

2022年
- 終末のハーレム（出芽輝奈）
- 史上最強の大魔王、村人Aに転生する（ローザ）
- 真・一騎当千（卑弥呼）
- よふかしのうた（スナックのママ）

2023年
- ポケットモンスター めざせポケモンマスター（プルリル）
- てんぷる（嬉々）
- アイドルマスター ミリオンライブ！（三浦あずさ）

2024年
- ダンダダン（女王先生）

2025年
- いずれ最強の錬金術師?（メリルダ）
- ウィッチウォッチ（雄一郎の妻）

### 劇場アニメ
2000年代
- 夢かける高原 清里の父 ポール・ラッシュ（2002年、少女B）
- ヤッターマン（2009年、オモッチャマ）
- 劇場版ヤッターマン 新ヤッターメカ大集合! オモチャの国で大決戦だコロン!（2009年、オモッチャマ、ネエトン）

2010年代
- 劇場版ポケットモンスター ベストウイッシュ ビクティニと黒き英雄 ゼクロム・白き英雄 レシラム（2011年、ジュンサー、ドレッド少年）
- THE IDOLM@STER MOVIE 輝きの向こう側へ!（2014年、三浦あずさ）
- 劇場版 FAIRY TAIL -DRAGON CRY-（2017年、スワン）

2020年代
- 巨蟲列島（2020年、神野美鈴）
- Gのレコンギスタ III 宇宙からの遺産（2021年、マッシュナー・ヒューム）

### OVA
2002年
- こすぷれCOMPLEX（青島麗華）
- 私立荒磯高等学校生徒会執行部

2004年
- アカネマニアックス（速瀬水月）

2006年
- HELLSING（ジェシカ）

2007年
- 君が望む永遠〜Next Season〜（速瀬水月）

2008年
- クイズマジックアカデミー 〜オリジナルアニメーション〜（2008年 - 2010年、アメリア）- 2作品
- THE IDOLM@STER Live For You! オリジナルアニメDVD（三浦あずさ）※付録OAD
- School Days OVAシリーズ（甘露寺七海）- 2作品

2010年
- 真・恋姫†無双 OVAシリーズ（2010年 - 2011年、張勲）- 2作品

2011年
- 俺たちに翼はない if（望月紀奈子）
- ポケットモンスター サマー・ブリッジ・ストーリー（ゴチム）
- 星空へ架かる橋 OVAスペシャル（藤堂つむぎ）

2013年
- ぷちます!（2013年 - 2018年、三浦あずさ、みうらさん）※単行本第5、6、10、11巻DVD付き限定版

2014年
- THE IDOLM@STER SHINY FESTA（三浦あずさ） - 3作品
- 超次元ゲイム ネプテューヌ OVAシリーズ（2014年 - 2022年、マジェコンヌ）- 4作品
  - 超次元ゲイム ネプテューヌ THE ANIMATION #13（2014年）- Blu-ray/DVD第7巻に収録
  - 超次元ゲイム ネプテューヌ 〜ねぷのなつやすみ〜（2019年）
  - 超次元ゲイム ネプテューヌ 〜ねぷねぷだらけの感謝祭〜（2021年）
  - 超次元ゲイム ネプテューヌ 〜陽だまりのリトルパープル〜（2022年）

2015年
- 一騎当千 OVAシリーズ（2015年 - 2019年、卑弥呼） - 2シリーズ
- ストライクウィッチーズ Operation Victory Arrow Vol.2 エーゲ海の女神（エディタ・ノイマン）※ODS先行上映

2016年
- ビキニ・ウォリアーズOVA（2016年 - 2018年、ダークエルフ） - 2作品

2017年
- 『sin 七つの大罪』ショートアニメ「懺悔録」（アスモデウス） - Web未公開エピソード

2018年
- デスティニーチャイルド（デメテル）
- テラフォーマーズ（三条加奈子） - コミックス第21巻アニメDVD同梱版

2019年
- 巨蟲列島（神野美鈴） - コミックス第6巻アニメ付き特装版

2023年
- てんぷる（嬉々） - 上・下の巻

### Webアニメ
- あゆまゆ劇場（2006年、速瀬水月）
- ヤッターマン×トウシバ（2008年、オモッチャマ）
- ぷちます! -プチ・アイドルマスター-（2013年 - 2014年、三浦あずさ、みうらさん、巨魚♀） - 2シリーズ
- へ〜せいポリスメン!!（2013年、黒澤淳[69]）
- 磯部磯兵衛物語（2015年 - 2017年、母上、団子屋の看板娘、家光） - 2シリーズ
- 『sin 七つの大罪』ショートアニメ「懺悔録」（2017年、アスモデウス）

### ゲーム
時期不明
- アシュラ（かずら姫）
- たまごっち（デパガっち）

1998年
- ケリオ・トッセ（ファー）
- 卒業Album（松山美咲）
- 卒業III Wedding Bell（松山美咲）
- ドキドキプリティリーグ 熱血乙女青春記（増田）
- BLUE BREAKER BURST 〜微笑みを貴方と〜
- みさきアグレッシヴ!（蘭々、風間二葉）
- YAKATA NIGHTMARE PROJECT（おろち）

1999年
- dancing blade かってに桃天使II 〜Tears of Eden〜

2000年
- アーマード・コア2

2001年
- エヴァーグレイスII（ソカ）
- 2D格闘ツクール2nd.（おねえ様）
- トゥルーラブストーリー3（蒼月たかね）

2002年
- アイドル雀士R 雀ぐる★プロジェクト（ユリカ）
- ガレリアンズ:アッシュ（キャス）
- ゼルダの伝説 風のタクト（メドリ）

2003年
- 青春クイズ カラフルハイスクール（九条彩華）
- 白中探険部（沢地彩佳）
- バテン・カイトス 終わらない翼と失われた海（シェラ）

2004年
- クイズマジックアカデミー シリーズ（2004年 - 2019年、アメリア）- 19作品
- Φなる・あぷろーち（2004年 - 2005年、陸奥笑穂）- 2作品
- 双恋 シリーズ（2004年 - 2005年、桃衣愛）- 3作品

2005年
- アイドルマスターシリーズ（2005年 - 2022年、三浦あずさ） - 26作品
- 麻雀大会III ミレニアムリーグ（水島リヨ）

2006年
- I/O（2006年 - 2008年、イシュタル / 暁明星） - 2作品
- 聖剣伝説4（ジン）
- ふぁいなりすと（園部瑠花）
- マブラヴ オルタネイティヴ全年齢版（速瀬水月）
- WILD ARMS the Vth Vanguard（司会）

2007年
- ソルフェージュ シリーズ（2007年 - 2009年、高屋すくね、ゆうな） - 3作品
- まじしゃんず・あかでみい（エーネウス・ザ・バージェスト）

2008年
- CHAOS;HEAD シリーズ（2008年 - 2010年、楠優愛、楠美愛） - 3作品
- School Days L×H（甘露寺七海）
- めっちゃ!太鼓の達人DS 7つの島の大冒険（ドコン、牡丹、ニャンキー）
- 太鼓の達人Wii（牡丹、ニャンキー）
- ヤッターマンDS ビックリドッキリ大作戦だコロン
- ヤッターマンDS2 ビックリドッキリアニマル大冒険
- ヤッターマンWii ビックリドッキリマシンで猛レースだコロン
- BLAZBLUE シリーズ（2008年 - 2019年、ライチ＝フェイ＝リン、ニルヴァーナ / エイダ＝クローバー） - 9作品
- レッスルエンジェルス SURVIVOR 2（ビューティ市ヶ谷、八島静香）
- 桃色大戦ぱいろん（深雪）

2009年
- 11eyes CrossOver（赤嶺彩子）
- ヴァンガードプリンセス（ヒルダ・リゼ）
- ファイナルファンタジー・クリスタルクロニクル クリスタルベアラー（ベル）
- 太鼓の達人Wii ドドーンと2代目！（ドコン、牡丹、ニャンキー）
- なりそこない英雄譚〜太陽と月の物語〜（ロール）

2010年
- 太鼓の達人DS ドロロン!ヨーカイ大決戦!!（ドコン、牡丹、ニャンキー）
- クロヒョウ 龍が如く新章（由理香）
- 超次元ゲイム ネプテューヌ（マジェコンヌ）
- burst error -EVE The 1st.-（松苑雪乃）
- 真・恋姫†夢想〜乙女繚乱☆三国志演義〜 呉編（張勲）
- 桃色大戦ぱいろん（キリコ＝スティルス）

2011年
- INSTANT BRAIN（王城フーカ）
- ガチトラ! 〜暴れん坊教師 in High School〜（真山令子）
- 超次元ゲイム ネプテューヌmk2（マジック・ザ・ハード、犯罪神マジェコンヌ）
- ヴァイスシュヴァルツ ポータブル（三浦あずさ）
- 太鼓の達人 ぽ〜たぶるDX（ドコン、牡丹、ニャンキー）
- ポケパーク2 〜Beyond the World〜（ゼニガメ、ライチュウ、ムシャーナ、ヤブクロン、ゾロア 他）

2012年
- アーマード・コアV（キャロル）
- 神次元ゲイム ネプテューヌV（マジェコンヌ）
- スターギャラクシー（副官シャノン）
- ブレイブリーデフォルト フライングフェアリー（白魔道士 ホーリー・ホワイト）
- マブラヴ オルタネイティヴ クロニクルズ 再誕（速瀬水月）

2013年
- ARMORED CORE VERDICT DAY（キャロル）
- サモンナイト5（大家さん）
- ゼルダの伝説 風のタクトHD
- 超次次元ゲイム ネプテューヌRe;Birth1（マジェコンヌ）
- バビロン（看守ルカルカ、サキュバス）
- ブレイブリーデフォルト フォーザ・シークウェル（ホーリー・ホワイト）
- 名探偵コナン マリオネット交響曲（栗木つばさ、賢太郎）
- ラスティハーツ（ローゼル）
- リング☆ドリーム 女子プロレス大戦（染宮一二三、マジョラム吉井）

2014年
- 俺たちに翼はない（望月紀奈子） - PS3 / PSV版
- 太鼓の達人 どんとかつの時空大冒険（ドコン、牡丹、ニャンキー）
- ガールフレンド（仮）（2014年 - 2023年、皆藤蜜子）
- 神撃のバハムート（ラズリ）
- 超次次元ゲイム ネプテューヌRe;Birth2 SISTERS GENERATION（マジック・ザ・ハード、犯罪神マジェコンヌ）
- 超女神信仰 ノワール 激神ブラックハート（マジェコンヌ）
- 神次次元ゲイム ネプテューヌRe;Birth3 V CENTURY（マジェコンヌ）
- 君のいる町（桐島葵）
- CV 〜キャスティングボイス〜（香坂真冬） - DLC追加キャラクター
- ヴァルハラナイツ3 GOLD（ラーナ）
- BREAK雀BURST（マシロ）
- マブラヴ フォトンメロディーズ（速瀬水月）
- 嫁つく 魔法使いは俺の嫁（大和撫子）

2015年
- オルタンシア・サーガ -蒼の騎士団-（マーヴェル）
- グラナド・エスパダ（レオナ・ベルニエ、コードネームL）
- 新次元ゲイム ネプテューヌVII / VIIR（2015年 - 2017年、マジェコンヌ） - 2作品
- スクール オブ ラグナロク（ルーシー）
- スーパーリアル麻雀（蘭堂芹香）
- トイ・ウォーズ（ソフィーティア）
- 東亰ザナドゥ（雪村京香）
- ドラゴニックエイジ（女術師）
- ブレイブリーセカンド（ホーリー・ホワイト）
- ラングリッサー リインカーネーション -転生-（パツィル）

2016年
- あんさんぶるガールズ!!（双葉みなづき）
- グランブルーファンタジー（2016年 - 2023年、キャサリン、ステンノ）
- クロスワールド（シラユキ）
- ゴッドオブハイスクール【神スク】（執行委員P）
- ゼルダ無双 ハイラルスターズ（メドリ）
- シノビナイトメア（オトメ）
- 戦場のツインテール（卓婭）- 中国製スマホゲーム
- プリンセスコネクト！（クリスティーナ・モーガン / 誓約女君〈レジーナゲッシュ〉）
- ブレス オブ ファイア6 白竜の守護者たち（エレナ）
- モン娘☆は〜れむ（フウゲツ）
- ヴィーナス†ブレイド（帝剣ルキウス、名槍方天画戟）
- ワールドチェイン（橘沙登里、卑弥呼、クレオパトラ）

2017年
- アズールレーン（2017年 - 2021年、鳳翔、三浦あずさ）
- ヴィーナスランブル（アプロ）
- グリモア〜私立グリモワール魔法学園〜 / グリモアA〜私立グリモワール魔法学園〜（2017年 - 2019年、マーヤー・デーヴィー）
- オオカミ姫（奏命神妃シェオル・ルチカ、奏命神妃シェオル・セイネ、奏命神妃シェオル・リオン、奏命神妃シェオル・ミーラ）
- 君が望む真愛（速瀬水月）
- 黒騎士と白の魔王（ジャヒー）
- Shadowverse（ライトニングランサー、ステンノ、スタープリーステス）
- 真・女神転生 DEEP STRANGE JOURNEY（マーヤー）
- 戦艦同盟
- 戦国アスカZERO（稲葉一鉄、滝川一益）
- 戦場のツインテール（ゾーヤ）
- ソラヒメ ACE VIRGIN -銀翼の戦闘姫-（A-20 ハヴォック）
- デスティニーチャイルド（デメテル）
- New みんなのGOLF（プレイヤーボイス）
- ぱすてるメモリーズ（摩耶）
- ファントムブレイド（ラン）
- よるのないくに2 〜新月の花嫁〜（ヴァルデロッサ）
- 四女神オンライン CYBER DIMENSION NEPTUNE（マジェコンヌ）
- ルナプリ from 天使帝國（リディア）

2018年
- プリンセスコネクト!Re:Dive（2018年 - 2024年、クリスティーナ / クリスティーナ・モーガン）
- メタルマックス ゼノ（マリア）
- エターナルリンゲージ（レジーナ）
- 白猫プロジェクト（マグリン）
- ドラガリアロスト（ウェルシェラ）
- ドールズオーダー（ヴィヴィアン）
- 勇者ネプテューヌ 世界よ宇宙よ刮目せよ!! アルティメットRPG宣言!!（クロム、フィリン）
- SNKヒロインズ Tag Team Frenzy（テリー・ボガード）
- ブラウンダスト（レヴィア）

2019年
- 禍つヴァールハイト（アダラ）
- エンゲージプリンセス（愛玩姫サキュバス）
- 神装の戦乙女（2019年 - 2020年、エスカリア、カトラ）
- 蒼藍の誓い ブルーオース（蒼龍）
- ラングリッサーI&II（イメルダ）
- 剣が刻（九尾）
- 帝国戦記（コンヤン）
- クロス×ロゴス（ヒュパテア）
- 三国烈覇（祝融）

2020年
- ヒプノシスマイク -Alternative Rap Battle-（2020年 - 2023年、勘解由小路無花果）
- けものフレンズ3（ショウジョウトキ）
- 一騎当千 エクストラバースト（卑弥呼）
- 戦国RENKA ズーム！（滝川一益）
- 原神（辛炎）
- Go!Go!5次元GAME ネプテューヌ re★Verse（マジェコンヌ）
- メルヘン・オブ・ライト〜モロガミ放置RPG〜（神霊大祭司）
- ドールズフロントライン（パイソン、M82A1）

2021年
- BLAZBLUE ALTERNATIVE DARK WAR（ライチ＝フェイ＝リン）
- アッシュアームズ-灰燼戦線-（P-61A ブラックウィドウ、四式中戦車 チト）
- グラフィティスマッシュ（トモエ）
- マギアレコード 魔法少女まどか☆マギカ外伝（イザボー・ド・バヴィエール）
- sin 七つの大罪 X-TASY（アスモデウス、ティルザ）
- ラングリッサーモバイル（人を惑わす女魔族パツィル）
- グランサガ（セヘラザド）

2022年
- プリコネ！グランドマスターズ（クリスティーナ）
- N-INNOCENCE-（フレイヤ）
- 超次元ゲイム ネプテューヌ Sisters vs Sisters（犯罪神マジェコンヌ）
- ユグドラ・レゾナンス（アピス）
- ワールドフリッパー（クインヴィッド）
- COUNTER: SIDE（ムラサメ・シノ）
- 無期迷途（アイン）

2023年
- 六本木サディスティックナイト（向井アンナ）
- 超次元ゲイム ネプテューヌ GameMaker R:Evolution（マジェコンヌ / ザイコンヌ）
- ガーディアンテイルズ（ミス・クロム)

2024年
- ドルフィンウェーブ（ユノ / 比良逆憂乃）

### パチンコ・パチスロ
2000年代
- 名門！夢色学園生徒会（2007年、なつめ）
- SUN☆SUN OCEAN（2009年、朝倉なぎさ）

2010年代
- CRぱちんこRio（2011年、リナ）
- CRヤッターマン 天才ドロンボー只今参上（2011年、オモッチャマ、ネエトン）
- 新・ドロンジョにおまかせ（2012年、オモッチャマ、ネエトン）
- THE IDOLM@STER LIVE in SLOT!（2012年、三浦あずさ）
- CRぱちんこRio -Rainbow Road-（2014年、リナ）
- CRモモキュンソード〜星と黄金の太刀〜（2014年、艷鬼）
- 熱響！乙女フェスティバル（2015年、如月雪音）
- 熱響！乙女フェスティバル ファン大感謝祭LIVE（2015年、如月雪音）
- ジャッカスチーム（2015年、デルファイ）
- CRモモキュンソード3（2016年、艷鬼）
- 桃剣斬鬼 あたし!鬼にはめっぽう強いんですぅ（2017年、艷鬼）
- CR世界でいちばん強くなりたい!（2017年、ジャッカル東条）
- パチスロ 世界でいちばん強くなりたい!（2017年、ジャッカル東条）

2020年代
- Pフィーバー アイドルマスター ミリオンライブ!（2021年、三浦あずさ）
- パチスロ アイドルマスター ミリオンライブ!（2021年、三浦あずさ）
- P sin 七つの大罪 X-TREME（2023年、アスモデウス）

### ドラマCD
1998年
- 卒業III Wedding Bell Radio Drama Collection（松山美咲）

1999年
- THE VOICE リクエスト シリーズ Vol.1 Future Girls

2001年
- 山田太郎ものがたり 第1章 - 第4章（山田六生）
- トゥルーラブストーリー3 ドラマCD Term.1 - 4（蒼月たかね）
- 僕のものになりなさい♥（女子生徒）
- 天使禁猟区 神性界編-2：飛翔無限（聖巫女1）
- タクミくんシリーズ 夢の後先（手紙の女の子）
- 子供の領分〜蓮見高校ハリケーン〜

2002年
- DOUBLE CALL IV - VII（2002年 - 2003年、幼年期の塔馬）
- こすぷれCOMPLEX ドラマアルバム 萌えて・チャコってコスプレ部（青島麗華）

2003年
- BOYS LIFE 完全版（女性客）
- こんな上司に騙されて2（同僚2）
- プラネットガーディアン（如月古雪）

2004年
- 私の…メガネくん - 彼は甘い苦痛（下多蝶子、蝶介、沢田朋恵）
- エクスタシーは永遠に〜美しき牢獄〜（小田切香織）
- 紅色HERO
- ARIA Drama CD I（果物屋）
- インクルージョン〜初夏〜（涼子、女、女子学生2）
- 天外レトロジカル ドラマCD 巻ノ一（八重）

2005年
- PS2ゲーム『双恋』ドラマアルバム twinkle bright（桃衣愛）
- 『Φなる・あぷろーち』ドラマシリーズ vol.1 - 5（陸奥笑穂）
- 最強凶の男 最強凶の慰安旅行（井村）
- THE IDOLM@STER SCENE.1 - 6（2005年 - 2006年、三浦あずさ）

2006年
- I/O drama CD Overbrowse Damsel（イシュタル / 暁明星）
- GOSICK -ゴシック-（ゾフィ）
- 天然女子高物語 ドラマCD feat.Aice5 （高円寺咲）
- エン女医あきら先生（日向海尋）
- ドラマCD 乙女はお姉さまに恋してる シーズン01 - 04（2006年 - 2007年、厳島貴子）
- ルードヴィッヒ革命（魔女）
- THE IDOLM@STER NEW STAGE.1 - 3（2006年 - 2007年、三浦あずさ）

2007年
- THE IDOLM@STER MASTER ARTIST 08 水瀬伊織（三浦あずさ）
- School Days DRAMA CD Vol.1、2（甘露寺七海）
- 大正野球娘。 乙女たちのハイキング（アンナ・カートランド）
- 王子様の正妃（宮田美紅）

2008年
- ソルフェージュ シリーズ（2008年 - 2009年、高屋すくね）
- 恋する乙女と守護の楯〜妙子の温泉事件簿〜（宝衆院桐子）
- 俺たちに翼はない『ドラマシリーズ』（008年 - 2009年、望月紀奈子） - 3作品
- CHAOS;HEAD ドラマCD -The parallel bootleg-（楠優愛）
- ドラマCD Radioドラマ QMA!!（アメリア先生）
- しるバ.（博士）
- アイドルマスター Eternal Prism 01 - 03（2008年 - 2009年、三浦あずさ）

2009年
- ドラマCD P.S.すりーさん シリーズ （2009年 - 2010年、はこさん） - 3作品
- カオスヘッド オーディオシリーズ・コンプリートボックス（楠優愛）
- BLAZBLUE ドラマCD「ぶるどら りべるわん」（ライチ・フェイリン）
- Rio Sound Hustle!（リナ）

2010年
- いちばんうしろの大魔王 ドラマ&キャラクターソングアルバム〜いちばんうしろにあるキモチ〜（鳥井美津子）
- ヤンデレ彼女（竜崎蘭）
- 乙女はお姉さまに恋してる エピローグCD VOL.1 〜卒業旅行に行きましょう〜（厳島貴子）

2011年
- ぷちます! ドラマCD 1、2（三浦あずさ&みうらさん）
- みつぼしプロデュース PRESENTS タックマンCD第2弾 激闘篇（チアキ）

2012年
- THE IDOLM@STER No Make!（三浦あずさ）

2015年
- あにめたまえ！天声の巫女 -たたりたまえ!?式宮七瀬の挑戦！-（磯女）
- モモキュンソード すぺしゃるCD「鬼」（艶鬼）※声の出演およびラジオゲスト出演

2017年
- あにめたまえ！天声の巫女 外伝ボイスドラマ「雷神委員長はらら 妖怪風紀取締！」（磯女）

2018年
- THE IDOLM@STER MILLION THE@TER GENERATION 07 トゥインクルリズム（ギョーカイジン幹部ザギン〈三浦あずさ〉）
- ヒプノシスマイク シリーズ（2018年 - 2019年、勘解由小路無花果） - 3作品

2019年
- 回復術士のやり直し（リース・モフテイル） - 第5巻オリジナルドラマCD付き同梱版

2020年
- プリンセスコネクト！Re:Dive PRICONNE CHARACTER SONG 14（クリスティーナ） - ドラマ部分
- 絶対純白魔法少女ドラマCD（飛鳥瑠衣）

### オーディオドラマ
- THE IDOLM@STER NO Make!（2011年、三浦あずさ）
- THE IDOLM@STER No Make+!（2015年、三浦あずさ）
- 春についた100のうそ（2015年、水野葵[171][172]）
- 七つの大罪 罪の告白 電脳グリモワール（2016年 - 2017年、アスモデウス）
- ASMR「おしごとねいろ 〜セレブ編〜」（2021年、沖野洋子[173]）

### ラジオドラマ
- 山田太郎ものがたり（2001年、山田六生）
- 無敵素敵ロボ ボルナッス（2003年、鈴花子）
- インクリュージョン（2004年、涼子、女、女子学生2）
- 悠幻の学び舎〜いもうと学園〜（2008年、桃源美々）
- Radio Wars（2009年、小谷優子）
- Tokyo Sub Stories「浅草」（2012年、さとこ）

### 朗読CD
- 工画堂「極」カルタ（2008年）
- 究極のヒアリング!?聴覚をシ☆ゲ☆キする ドラマチック憲法（2011年）

### オーディオブック
- 文芸あねもねR『川田伸子の少し特異なやりくち』（2013年、本間由紀奈〈ルビィ〉[174]）
- また、同じ夢を見ていた（2017年、おばあちゃん）

### ボイスコミック
- おかあちゃんとかわいいネコちゃんず（2021年、獣医さん[175]）

### 吹き替え

#### 映画
- カンフーハッスル（組長の妻）
- キューティ・ブロンド
- 恋するモンテカルロ（エマ〈ケイティ・キャシディ〉）
- サーティーン あの頃欲しかった愛のこと
- ザッツ・ライフ〜リディアの人生ゲーム（プラム〈ダニエル・ハリス〉）
- 霜花店 運命、その愛（王妃〈ソン・ジヒョ〉）
- ジュラシック・ワールド（ヴィヴィアン〈ローレン・ラプクス〉）※劇場公開版
- スノーデン（リンゼイ・ミルズ〈シェイリーン・ウッドリー〉[176]）
- ゾンビシャーク 感染鮫（ブリジット〈ベッキー・アンドリュース〉）
- ツールボックス・マーダー（ジュリア〈ジュリエット・ランドー〉）
- ティーンズ救命隊
- テラーピーク（メラニー〈エミリー・バークレイ〉）
- デューン/砂の惑星（ガニマ）
- 24アワー・パーティー・ピープル（リンジー・ウィルソン）
- ナザレのイエス（マリア〈オリヴィア・ハッセー〉）
- 寝取られ男のラブ♂バカンス（レイチェル・ジャンセン〈ミラ・クニス〉）
- ハリー・ポッターと秘密の部屋
- パパにはヒ・ミ・ツ
- フィアーズ・オブ・ウォー
- 風雲2 少林寺の火猿
- 封神伝奇 トル・オブ・ゴッド（藍蝶〈アンジェラベイビー〉）
- プリテンダー2
- ブルークラッシュ（ペニー〈ミカ・ブーレム〉）
- ブレイクアウェイ（メラニー）
- ブレス・ザ・チャイルド
- マイティ・ジョー
- マッドマックス 怒りのデス・ロード（スプレンディッド〈ロージー・ハンティントン＝ホワイトリー〉[177][178]）〉）※劇場公開版
- ミーン・ガールズ
- 理由
- ロスト・レジェンド 失われた棺の謎（ディン〈アンジェラベイビー〉）
- レジェンド・オブ・フラッシュ・ファイター 電光飛龍 方世玉2（安児〈エイミー・クォク〉）※DVD版
- ワイルド・スピード/スーパーコンボ（マダムM〈エイザ・ゴンザレス〉[179]）
- ドゥーニャとアレッポのお姫様（ショーム）

#### ドラマ
- I★LOVE! オリバー
- アンダーカバーボス5
- ヴェロニカ's クローゼット（エレナ）
- エンパイア〜成功の代償（ロンダ・ライオン〈ケイトリン・ダブルデイ〉）
- 宮 -Love in Palace-（ミン・ヒョリン〈ソン・ジヒョ〉）
- ゴシップガール（ゴシップガール〈クリスティン・ベル〉）
  - ゴシップガール (2021)[180]
- ザット'70sショー（ジャッキー・バークハート〈ミラ・クニス〉）
- CSI:3 科学捜査班
- The O.C. シーズン2、3（ジェス・サッチャー〈ニッキ・グリフィン〉）
- スーパーナチュラル シーズン5（レーシー〈パリス・ヒルトン〉）
- スキップ・ビート! 〜華麗的挑戦〜
- ストライクバック3:極秘ミッション（ニーナ・ピロゴヴァ[181]）
- スピン・シティ（ミンディ 他）
- SMASH（アイヴィー〈メーガン・ヒルティ〉）
- デッドウォーター・フェル〜虚像に殺された家族〜（サンドラ・マッケイ〈リサ・マクグリリス〉[182]）（全4話）
- セルフリッジ 英国百貨店（エレン・ラブ〈ゾーイ・タッパー〉）
- 続ハリーズ・ロー 裏通り法律事務所（タミー〈マーリー・シェルトン〉）
- そりゃないぜ!? フレイジャー
- プロジェクト・ランウェイ オールスター（アンジェラ・リンドヴァル[183]）
- プロジェクト・ランウェイ 15（カーリー・チェイキン[184]）
- ベティ〜愛と裏切りの秘書室（アウラマリア・フエンテス〈ステファニア・ゴメス〉）
  - エコモダ〜愛と情熱の社長室（アウラマリア・フエンテス〈ステファニア・ゴメス〉）
- BONES（カレン・デルフス）
- MR. ROBOT/ミスター・ロボット（ダーリーン〈カーリー・チェイキン〉）
- ミス・マープル 書斎の死体
- ユーフォリア/EUPHORIA（マディ〈アレクサ・デミー〉[185]）
- ラスベガス（マディソン〈パリス・ヒルトン〉）
- ロマンスが必要2（チュ・ヨルメ〈チュン・ユミ〉）

#### アニメ
- ラグラッツ・ザ・ティーンズ（アンジェリカ）
- ヘヴィメタル FAKK2（1999年）
- ラグラッツ（2000年、アンジェリカ）
- トータリー・スパイズ!（2002年、マキーナ）
- キャスパー（2003年、キャット）※カートゥーン ネットワーク版
- スーパーマン（2003年、スーパーガール/カーラ・ケント）
- スパイダーマン（2004年、リズ・アレン）
- パワーパフガールズ（2004年、ハッピーフラワー）
- サンタを救え! 〜クリスマス大作戦〜（2014年、シャイニー）
- LEGO スーパー・ヒーローズ:ジャスティス・リーグ〈地球を救え!〉（2015年、スーパーガール）
- ANISAVA（2016年、ジェニー[186]）
- レゴ ニンジャゴー（2016年、ウルトラ・バイオレット[187]）
- ロイヤルコーギー レックスの大冒険（2019年、ミッツィ[188]）
- 整形水（2021年、施術者[189]）
- ザ・カップヘッド・ショウ!（2022年、カラ・マリア）
- 攻略うぉんてっど!〜異世界救います!?〜（2023年、歌の魔人）

### ラジオ
※はインターネット配信。
2000年代
- 菅原祥子＆たかはし智秋のゲームスクール課外授業（2001年 - 2002年4月、ラジ@）
- 君のぞらじお（2003年 - 2005年、ラジオ大阪・TBSラジオ）
- 君のぞらじお（2005年 - 2007年、インターネットラジオ※）
- THE IDOLM@STER RADIO（2006年 - 2009年、ラジオ大阪）
- Aice5 In Wonder RADIO（2006年 - 2007年、インターネットラジオ※）
- 君のぞらじお Still I love you…（2008年、インターネットラジオ※）
- 君のぞらじお silver ring（2008年、インターネットラジオ※）
- Radio QMA!!（2008年、KONAMI STATION※）
- 悠幻の学び舎Radio いもうと学園!おにいちゃん時間だよっ!（2008年、KONAMI STATION※）
- たかはし智秋のヤッターマンナビだコロン!（2009年、文化放送・超!A&G+※他）
- ラジオ 11eyes（2009年 - 2010年、音泉※）

2010年代
- Rio Super Carnival Radio（2010年、音泉※）
- インターネット生放送をはじめよう! Ustream&ニコニコ生放送（2010年、Ustream※）
- ANI-TAMA-ZOO Safari（2010年 - 2013年、ラジオ関西・アニたまどっとコム）
- まだまだゴチャ・まぜっ!〜集まれヤンヤン〜（2011年 - 2012年、MBSラジオ）
- たかはし智秋のくるくるパーティーナイト!（2011年 - 2012年、バナフェス!ラジオ※）
- 夜中メイクが気になったから（2012年 - 2020年、ラジオ大阪・HiBiKi Radio Station※）
- たかはし智秋のスマッシュビート!RADIO!（2012年 - 2013年、バナフェス!ラジオ※）
- Pokémon Radio Show! ロケット団ひみつ帝国（CM担当、2012年）
- シゲゴリのwktkラヂオ学園（2013年 - 2014年、NHKラジオ）
- BREAK雀BURSTてんぱり！（2014年、funラジオ※）
- 501st JFW.OA〜第五〇一統合戦闘航空団公式放送〜（第97・98回パーソナリティ、2015年）
- Aice5の今夜はBe with you（2015年、ニッポン放送）
- テラフォーマーズラジオ ヒゲとボインが地球を救う！（2016年、HiBiKi Radio Station※）
- たかはし智秋のKING or QUEEN?（2017年、超!A&G+※）
- ぱすてるメモリーズらじお 〜さあ、ウイルスちゃんたち、やっておしまい！〜（2018年 - 2019年、音泉※）

### ラジオCD
2000年代
- PC âge CD-ROM2 vol.03 - 09（2005年 - 2008年）
- 君のぞらじお 総集編 vol.01 - 10（2005年 - 2009年）
- DJCD「ラジオdeアイマSHOW!」Vol.1、4（2006年 - 2007年）
- THE IDOLM@STER RADIO スタジオコースト出蝶版!、〜歌姫楽園〜、TOP×TOP!、VOCAL MASTER、COLORFUL MEMORIES、歌道場、LONG TIME（2006年 - 2009年）
- DJCD「WEB RADIO おとボク 聖應女学院放送局」Vol.？（2007年？）
- DJCD SP ラジオdeアイマSHOW! 2007年夏の感謝祭特別編! と言っておけばいいんじゃない?（2007年8月24日）
- Radio"School Days" CD Vol.2 二組だけの社会科見学（2008年2月6日）
- CHAOS;HEADラジオCD 妄想電波局（2008年8月29日）
- ラジオCD Radio QMA!!（2008年12月18日）
- ＜音泉＞スペシャルCD 2009冬（2009年12月29日）

2010年代
- ラジオCD「ラジオ 11eyes」（2010年3月19日）
- 真・恋姫†無双 DVD/BD第4巻初回限定版特典 真・ラジオ恋姫†無双DVD出張版CD（ゲスト、2010年4月7日）
- おれつば振興会 夢ラジオ・俺たちに翼はNIGHT Vol.2（第20回ゲスト、2011年8月26日）
- ラジオCD「iM@STUDIO」Vol.3、6（2012年、第19・49回ゲスト）
- 夜中メイクが気になったから ラジオCD（2014年4月30日）
- モモキュンソード 下巻Blu-ray CD-ROM特典「津田美波のラジオモモキュンソード! ディレクターズカットver.」（第14回・15回ゲスト、2015年1月15日）
- ラジオCD「RADIO TERRAFORMARS アネックス1号航海日誌」Vol.1（第14回ゲスト、2015年3月25日）
- ゆきんこ・りえしょんのいちごまみれだよ〜 ラジオCD 4カゴめ（第77回ゲスト、2016年2月14日先行発売、3月26日一般発売）
- 夜中メイクが気になったから 番組CD in シンガポール（先行販売：2017年11月5日 / 一般発売：2017年12月29日）

### ナレーション

#### ラジオCM
- IBM「アプティバ」
- 岩崎学園
- 角川書店「あすか」
- 鎌倉シネマワールド
- 近鉄バス
- コナミ「ビートマニア」
- 小学館「ドラえ本」
- 鈴木自動車
- スバル「インプレッサ」
- テクモ
- 電撃大王※CMソング「超新生-スーパーノヴァ-」歌唱
- ブシロード「ヴァイスシュヴァルツ」（三浦あずさ）
- マガジンハウス「オリーブ」
- よこはまコスモワールド

#### テレビCM
- エポック社「シルバニアファミリー」
- エポック社「スタイリッシュキャンディー」
- キャンパスエキスポ'99
- 小岩井乳業
- ゴシップガールシーズン3DVD
- 大正製薬「コバラサポート」[193]
- 塩原ファミリー牧場
- ダウト〜嘘つきオトコは誰?〜[194]
- 実写版 ヤッターマン DVD&Blu-ray Disc（オモッチャマ他）
- 小5チャレンジ
- 電撃大王※CMソング「超新生-スーパーノヴァ-」歌唱
- 東芝「ヤッターマン×トウシバ」（オモッチャマ）
- プロミス
- ヤッターマン（オモッチャマ）

#### テレビ番組
年代不明
- 番宣女王（日本テレビ）

2009年
- ズームイン!!SUPER番組内コーナー「あっちむいてズー」（日本テレビ：3月9日 - 3月13日、オモッチャマ）
- 天才てれびくんMAX（NHK教育：6月18日、オモッチャマ）
- 手塚治虫戦争館（NHK BS2：8月8日）
- 週間手塚治虫#14「奇子」（NHK BS2：9月11日、奇子）

2010年
- 極嬢ヂカラ（テレビ東京：3月18日）
- ピカルの定理（フジテレビ：11月 - 2011年3月）
- 5リオシ!（MUSIC ON! TV：11月 - 2011年11月）
- 妻と罰（TBS：12月5日、2011年1月 - 3月）

2011年
- 野菜を愉しむ 畑レストラン（テレビ東京：7月 - 9月）
- SMAP×SMAP（フジテレビ：11月21日）

2012年
- 写ねーる（NHK BSプレミアム：1月）
- ZIP! the NIGHT!（日本テレビ：4月21日）
- OLジュンコの小悪魔テクニック（BeeTV：8月20日 - ）
- つながりファンタジー いつも!ガリゲル（読売テレビ：9月25日）

2013年
- UFC登竜門TUF 超人ジョーンズ軍vs闘将サネン軍 予告ナレーション（WOWOW：7月 - 10月）
- サワムラ1週間（TBS：9月30日）
- UFC登竜門TUF 美女と野獣!?ダブルトーナメント 予告ナレーション（WOWOW：12月 - 2014年3月）

2014年
- 魁！UFC JAPAN 2014（WOWOW：8月 - 9月）
- 第1回海外ドラマ人気ランキングイッキ見SP！（日本テレビ：12月27日）

2015年
- しあわせマジック（テレビ東京：1月24日）
- 美スポ!スポーツできれいに（NHK衛星第一：4月 - 5月、2016年1月 - 3月）

2016年
- ＃今夜、私と見ませんか？ ナレーション（2月 - 3月、dTV）

2021年
- 開運!なんでも鑑定団（テレビ東京：7月6日） - 出張!なんでも鑑定団・世界のコイン鑑定大会に出演。1964年発行 50セントコインの鑑定を依頼。

### テレビ番組
※はインターネット配信。
- 江東のんびり散歩（年代不明、江東ケーブルTV）レポーター
- ぷちリセ（2003年、itv24.com※）
- たかはし智秋の今夜はxxxしちゃうYO!?（2011年 - 2012年、AmebaStudio※）
- ギルガメッシュLIGHT（2012年1月13日 - 12月21日、BSジャパン）[注 4]
- たかはし智秋のLADY LUCKチャンネル（2014年 - 2015年、ニコニコ生放送※）
- たかはし智秋のLADY LUCK CLUB（2015年 - 、ニコニコ生放送※）
- 今宵こんな片隅で…（2015年10月22日 - 、AT-X）
- わちゃわちゃんねる presented by コミックシーモア（2020年 - 、YouTube※）
- 声優と夜あそび（2022年 - 2023年、ABEMA※）

### Web動画
- インテルブロードバンドショーケース（2002年、ニュースキャスター）
- UFC登竜門TUF 美女と野獣!?ダブルトーナメント たかはし智秋のセクシー番組宣伝映像（2013年、WOWOW）
- 『CRモモキュンソード〜雪と白銀の少女〜』宣伝PV
- 辛萌動画2（2016年）

### テレビドラマ
- クロヒョウ2 龍が如く 阿修羅編（2012年、DJ.MIKA 役）

### 映画
- Wonderful World（2010年、ジューシーガール 役）

### PV
- petit milady『青春は食べ物です』（2016年）
- petit milady『向日葵の坂道』（2016年）
- SCREEN mode「WHY NOT!」（2017年）

### 映像商品
2004年
- Φなる・あぷろーち DVD第1 - 4巻映像特典

2008年
- アイマスレイディオ ゲーマガ出張版
- アイマスレイディオ ゲーマガ出張版 vol.2

2009年
- アイマスレイディオ ゲーマガ出張版 vol.3
- アイマスレイディオ ゲーマガ出張版 vol.4 たかはし智秋 in 秋葉原

2015年
- 禁断生フェスティバル2〜スーパーボイス大戦SR〜（4月24日）

2016年
- petit milady 2nd LIVE! キュートでポップなトゥインクル級王座決定戦！〜スキ キライ キライ 大スキ♡〜（3月30日）
- 禁断生フェスティバルFINAL（6月24日）

2017年
- 愛美とはるかの2年A組青春アクティ部！ FANDISK 3（12月29日）

### その他コンテンツ
- ゆりかもめ東京臨海新交通臨海線・竹芝駅（2006年、構内音声案内アナウンス）
- Windows Live メッセンジャー（2008年、インスタントメッセンジャー）（三浦あずさ）
- 美声時計2（2010年、アプリ）
- ライトノベル朗読『モモキュンソード〜雪と白銀の少女〜』（2013年、9 - 10話、23 - 25話）
- おしゃべりワルキューレ（2016年、アプリ）（ワルキューレ）

## ディスコグラフィ

### シングル
|     | 発売日        | タイトル          | 規格品番   | オリコン 最高位 |
| --- | ------------- | ----------------- | ---------- | --------------- |
| ※   | 2010年3月3日  | 明日への鍵        | KDSD-00343 | 164位           |
| 1st | 2011年10月5日 | 今夜はチュパ♡リコ | AVCD-48087 | 37位            |

### 配信楽曲
| 配信開始日   | 楽曲  | 備考                                                        |
| ------------ | ----- | ----------------------------------------------------------- |
| 2010年4月4日 | Juicy | 歌手デビュー、デビューシングル『今夜はチュパ♡リコ』に収録。 |

### タイアップ曲
| 楽曲       | タイアップ                                                      | 時期   |
| ---------- | --------------------------------------------------------------- | ------ |
| 明日への鍵 | オンラインゲーム『アヴァロンの鍵 ONLINE』2010年公式テーマソング | 2010年 |
| Belief     | オンラインゲーム『アヴァロンの鍵 ONLINE』挿入歌                 | 2010年 |

### 映像作品

#### ライブ映像
|     | 発売日       | タイトル               | 規格品番 | オリコン 最高位 |
| --- | ------------ | ---------------------- | -------- | --------------- |
| 1st | 2015年8月7日 | たかはし智秋の18勤年祭 | LPAD-14  |                 |

#### その他ライブ映像
| 発売日         | タイトル                                                                                                 | 規格品番               | オリコン 最高位 |
| -------------- | --- | ---------------------- | --------------- |
| 2005年6月22日  | 双恋 LIVE〜バレンタインパニック〜                                                                        |                        | 位              |
| 2006年9月27日  | THE IDOLM@STER MASTER MOVIE                                                                              |                        | 位              |
| 2006年12月29日 | 君のぞらじお感謝祭 萌・川崎博                                                                            |                        | 位              |
| 2007年4月22日  | 真・君のぞらじお〜横浜は萌えているか〜                                                                   |                        | 位              |
| 2007年8月27日  | 君のぞらじお感謝祭 Love Adventure 未来への咆哮                                                           |                        | 位              |
| 2007年12月14日 | HAYASE MITSUKI ANNIVERSARY LIVE2007                                                                      |                        | 位              |
| 2009年3月25日  | Animelo Summer Live 2008 -Challenge- 8.31                                                                |                        | 位              |
| 2009年10月2日  | THE IDOLM@STER 4th ANNIVERSARY PARTY SPECIAL DREAM TOUR'S!!                                              |                        | 位              |
| 2010年         | A Night in Fantasia 2009                                                                                 |                        | 位              |
| 2010年12月22日 | LIVE DVD Rio Super Carnival                                                                              |                        | 位              |
| 2011年1月26日  | シングル『世界と一緒にまわろうよ！』限定盤A付属DVD「Rio Super Carnival -extra-」                         |                        | 位              |
| 2011年3月16日  | THE IDOLM@STER 5th ANNIVERSARY The world is all one !!                                                   |                        | 位              |
| 2012年11月28日 | THE IDOLM@STER 7th ANNIVERSARY 765PRO ALLSTARS みんなといっしょに！                                      |                        | 位              |
| 2014年10月22日 | THE IDOLM@STER M@STERS OF IDOL WORLD!!2014 "PERFECT BOX!"                                                |                        | 位              |
| 2016年6月8日   | THE IDOLM@STER M@STER OF IDOL WORLD!!2015 Live Blu-ray “PERFECT BOX”                                     |                        | 位              |
| 2017年11月22日 | THE IDOLM@STER PRODUCER MEETING 2017 765PRO ALLSTARS FUN TO THE NEW VISION!! EVENT Blu-ray PERFECT BOX   |                        | 位              |
| 2018年         | THE IDOLM@STER 765 MILLIONSTARS HOTCHPOTCH FESTIV@L!! LIVE Blu-ray GOTTANI-BOX（DAY1出演のみ）           |                        | 位              |
| 2019年1月23日  | THE IDOLM@STER ニューイヤーライブ!! 初星宴舞 LIVE Blu-ray                                                |                        | 位              |
| 2019年7月31日  | THE IDOLM@STER PRODUCER MEETING 2018 What is TOP!!!!!!!!!!!!!? EVENT Blu-ray PERFECT BOX【完全生産限定】 |                        | 位              |
| 2020年3月25日  | ヒプノシスマイク -Division Rap Battle- 4th LIVE@オオサカ《Welcome to our Hood》                          | KIXM-425〜6（Blu-ray） | 位              |
| 2020年3月25日  | ヒプノシスマイク -Division Rap Battle- 4th LIVE@オオサカ《Welcome to our Hood》                          | KIBM-840〜2（DVD）     | 位              |
| 2020年9月9日   | バンダイナムコエンターテインメントフェスティバル 2days LIVE Blu-ray                                      |                        | 位              |
| 2023年7月6日   | THE IDOLM＠STER 765PRO ALLSTARS LIVE SUNRICH COLORFUL LIVE Blu-ray                                       |                        |                 |

### 歌手参加楽曲
| 発売日         | 商品名                  | 歌           | 楽曲                        | 備考                            |
| -------------- | ----------------------- | ------------ | --------------------------- | ------------------------------- |
| 2006年2月24日  | I/O perfect Audiotracks | たかはし智秋 | 「Lead Out」                | ゲーム『I/O』エンディングテーマ |
| 2008年11月28日 | 超新生 -スーパーノヴァ- | たかはし智秋 | 「超新生 -スーパーノヴァ-」 | 新生『電撃大王』テーマソング    |

### キャラクターソング
| 発売日   | 商品名 | 歌 | 楽曲 | 備考                                                                                             |
| 1998年   | 1998年 | 1998年 | 1998年 | 1998年                                                                                           |
| -------- | --- | --- | --- | ------------------------------------------------------------------------------------------------ |
| 3月21日  | Happy Bell 〜幸せのベルを鳴らせ!〜                                                                                         | 尾崎恭子（古山あゆみ）、菊池希美（中山真奈美）、斎藤由加里（小松里賀）、松山美咲（高橋千晶）、渡辺和恵（根橋美絵子） | 「Happy Bell 〜幸せのベルを鳴らせ！〜」 | ゲーム『卒業III Wedding Bell』オープニングテーマ                                                 |
| 3月21日  | Happy Bell 〜幸せのベルを鳴らせ!〜                                                                                         | 尾崎恭子（古山あゆみ）、菊池希美（中山真奈美）、斎藤由加里（小松里賀）、松山美咲（高橋千晶）、渡辺和恵（根橋美絵子） | 「天使のくちびる」 | ゲーム『卒業III Wedding Bell』エンディングテーマ                                                 |
| 4月21日  | 卒業III Wedding Bell Vocal Collection                                                                                      | 松山美咲（高橋千晶） | 「Blue Birds」 | ゲーム『卒業III Wedding Bell』関連曲                                                             |
| 2001年   | | | |                                                                                                  |
| 5月23日  | トゥルーラブストーリー3 オリジナルサウンドトラック                                                                         | 蒼月たかね（たかはし智秋）、佐伯梢（吉川由弥）、紺野遊季（ゆかな）、工藤翼子（豊口めぐみ）、かなめ（大谷育江） | 「美空中学校校歌」 | ゲーム『トゥルーラブストーリー3』エンディングテーマ                                              |
| 5月23日  | トゥルーラブストーリー3 オリジナルサウンドトラック                                                                         | 蒼月たかね（たかはし智秋） | 「My Hometown」 | ゲーム『トゥルーラブストーリー3』オープニングテーマ                                              |
| 11月7日  | トゥルーラブストーリー3 ボーカルコレクション                                                                               | 蒼月たかね（たかはし智秋） | 「スタートライン」 | ゲーム『トゥルーラブストーリー3』関連曲                                                          |
| 2002年   | | | |                                                                                                  |
| 5月22日  | 萌えてこそ・コスプレ | 長谷川チャコ（野川さくら）、デルモ（釘宮理恵）、今井まりあ（千葉紗子）、今井あてな（清水愛）、ジェニー・マテル（渡辺明乃）、青島麗華（たかはし智秋） | 「萌えてこそ・コスプレ」 | OVA『こすぷれCOMPLEX』オープニングテーマ                                                         |
| 5月22日  | 萌えてこそ・コスプレ | 長谷川チャコ（野川さくら）、デルモ（釘宮理恵）、今井まりあ（千葉紗子）、今井あてな（清水愛）、ジェニー・マテル（渡辺明乃）、青島麗華（たかはし智秋） | 「コスプレ音頭」 | OVA『こすぷれCOMPLEX』エンディングテーマ                                                         |
| 9月25日  | OVA「こすぷれCOMPLEX」ORIGINAL SOUND TRACK さんとらCOMPLEX                                                                 | 長谷川チャコ（野川さくら）、デルモ（釘宮理恵）、今井まりあ（千葉紗子）、今井あてな（清水愛）、ジェニー・マテル（渡辺明乃）、青島麗華（たかはし智秋） | 「萌えてこそ・コスプレ（マキシとちょっと違うver.）」 「コスプレ音頭（マキシとちょっと違うver.）」 | OVA『こすぷれCOMPLEX』関連曲                                                                     |
| 2004年   | | | |                                                                                                  |
| 9月23日  | 甘辛日夜〜Ama-Kara Night&Day〜                                                                                             | 桜月キラ（伊月ゆい）、桜月ユラ（綱掛裕美）、一条薫子（堀江由衣）、一条菫子（小清水亜美）、白鐘沙羅（水橋かおり）、白鐘双樹（門脇舞）、雛菊るる（長谷川静香）、雛菊らら（落合祐里香）、千草初（吉住梢）、千草恋（桑谷夏子）、桃衣愛（たかはし智秋）、桃衣舞（三五美奈子） | 「甘辛日夜〜Ama-Kara Night&Day〜」 「宝物」 | テレビアニメ『双恋』イメージソング                                                               |
| 11月3日  | 双恋 character song series EXTRA 桃衣愛&舞                                                                                 | 桃衣愛（たかはし智秋）、桃衣舞（三五美奈子） | 「ムギュムギュッLOVERS」 「恋は少女のモノじゃない？」 | ゲーム『双恋 -フタコイ-』関連曲                                                                  |
| 11月26日 | Φなる・あぷろーち ボーカルアルバム Love,Fate,Love                                                                          | 陸奥笑穂（たかはし智秋） | 「気まぐれロマンス」 | テレビアニメ『Φなる・あぷろーち』関連曲                                                          |
| 12月22日 | FU・WA・RI 告白! | 桜月キラ（伊月ゆい）、桜月ユラ（綱掛裕美）、一条薫子（堀江由衣）、一条菫子（小清水亜美）、白鐘沙羅（水橋かおり）、白鐘双樹（門脇舞）、雛菊るる（長谷川静香）、雛菊らら（落合祐里香）、千草初（吉住梢）、千草恋（桑谷夏子）、桃衣愛（たかはし智秋）、桃衣舞（三五美奈子） | 「FU・WA・RI 告白！」 | ゲーム『双恋 -フタコイ-』オープニングテーマ                                                      |
| 12月22日 | FU・WA・RI 告白! | 桜月キラ（伊月ゆい）、桜月ユラ（綱掛裕美）、一条薫子（堀江由衣）、一条菫子（小清水亜美）、白鐘沙羅（水橋かおり）、白鐘双樹（門脇舞）、雛菊るる（長谷川静香）、雛菊らら（落合祐里香）、千草初（吉住梢）、千草恋（桑谷夏子）、桃衣愛（たかはし智秋）、桃衣舞（三五美奈子） | 「わいわいLove baloon」 | ゲーム『双恋 -フタコイ-』関連曲                                                                  |
| 2005年   | | | |                                                                                                  |
| 7月6日   | 恋泥棒ごっこ | 桜月キラ（伊月ゆい）、桜月ユラ（綱掛裕美）、一条薫子（堀江由衣）、一条菫子（小清水亜美）、白鐘沙羅（水橋かおり）、白鐘双樹（門脇舞）、雛菊るる（長谷川静香）、雛菊らら（落合祐里香）、千草初（吉住梢）、千草恋（桑谷夏子）、桃衣愛（たかはし智秋）、桃衣舞（三五美奈子） | 「恋泥棒ごっこ」 | ゲーム『フタコイ オルタナティブ 恋と少女とマシンガン』オープニングテーマ                         |
| 11月2日  | THE IDOLM@STER MASTERPIECE 02 9:02pm                                                                                       | 三浦あずさ（たかはし智秋）、如月千早（今井麻美）、菊地真（平田宏美） | 「9:02pm（M@STER VERSION）」 「THE IDOLM@STER（ACM VERSION）」 | ゲーム『THE IDOLM@STER』関連曲                                                                   |
| 11月2日  | THE IDOLM@STER MASTERPIECE 02 9:02pm                                                                                       | 三浦あずさ（たかはし智秋） | 「9:02pm」 | ゲーム『THE IDOLM@STER』関連曲                                                                   |
| 2006年   | | | |                                                                                                  |
| 3月15日  | ゾイドジェネシス オリジナル サウンドトラック                                                                               | 無敵団 | 「ああ、無敵団。」 | テレビアニメ『ゾイドジェネシス』関連曲                                                           |
| 3月22日  | THE IDOLM@STER MASTERPIECE 04                                                                                              | 高槻やよい（仁後真耶子）、三浦あずさ（たかはし智秋）、萩原雪歩（落合祐里香） | 「おはよう!! 朝ご飯（M@STER VERSION）」 | ゲーム『THE IDOLM@STER』関連曲                                                                   |
| 3月22日  | THE IDOLM@STER MASTERPIECE 04                                                                                              | 菊地真（平田宏美）、水瀬伊織（釘宮理恵）、三浦あずさ（たかはし智秋） | 「蒼い鳥」 | ゲーム『THE IDOLM@STER』関連曲                                                                   |
| 3月22日  | THE IDOLM@STER MASTERPIECE 04                                                                                              | 秋月律子（若林直美）、三浦あずさ（たかはし智秋）、萩原雪歩（落合祐里香） | 「9:02pm」 | ゲーム『THE IDOLM@STER』関連曲                                                                   |
| 3月22日  | THE IDOLM@STER MASTERPIECE 04                                                                                              | 三浦あずさ（たかはし智秋）、菊地真（平田宏美） | 「ポジティブ!」 | ゲーム『THE IDOLM@STER』関連曲                                                                   |
| 3月22日  | THE IDOLM@STER MASTERPIECE 04                                                                                              | 天海春香（中村繪里子）、如月千早（今井麻美）、萩原雪歩（落合祐里香）、高槻やよい（仁後真耶子）、秋月律子（若林直美）、三浦あずさ（たかはし智秋）、水瀬伊織（釘宮理恵）、菊地真（平田宏美）、双海亜美 / 真美（下田麻美）                                                  | 「THE IDOLM@STER」 | ゲーム『THE IDOLM@STER』関連曲                                                                   |
| 5月31日  | THE IDOLM@STER MASTERPIECE 05                                                                                              | 天海春香（中村繪里子）、如月千早（今井麻美）、萩原雪歩（落合祐里香）、高槻やよい（仁後真耶子）、秋月律子（若林直美）、三浦あずさ（たかはし智秋）、水瀬伊織（釘宮理恵）、菊地真（平田宏美）、双海亜美 / 真美（下田麻美）                                                  | 「THE IDOLM@STER（M@STER VERSION -REMIX-）」 | ゲーム『THE IDOLM@STER』関連曲                                                                   |
| 5月31日  | THE IDOLM@STER MASTERPIECE 05                                                                                              | 如月千早（今井麻美）、三浦あずさ（たかはし智秋）、秋月律子（若林直美） | 「蒼い鳥（M@STER VERSION）」 | ゲーム『THE IDOLM@STER』関連曲                                                                   |
| 7月19日  | THE IDOLM@STER MASTER BOX                                                                                                  | 三浦あずさ（たかはし智秋） | 「THE IDOLM@STER」 「太陽のジェラシー」 「蒼い鳥」 「First Stage」 「おはよう!! 朝ご飯」 「魔法をかけて!」 「9:02pm」 「Here we go!!」 「エージェント夜を往く」 「ポジティブ!」 | ゲーム『THE IDOLM@STER』関連曲                                                                   |
| 9月21日  | 乙女はお姉さまに恋してる キャラクターソングシリーズ PART3 貴子・君枝・緋紗子                                               | 厳島貴子（たかはし智秋） | 「誰も知らない」 | テレビアニメ『乙女はお姉さまに恋してる』関連曲                                                   |
| 12月20日 | THE IDOLM@STER MASTERWORK 00 私はアイドル♡                                                                                 | IM@S ALLSTARS | 「THE IDOLM@STER」 | ゲーム『THE IDOLM@STER』関連曲                                                                   |
| 2007年   | | | |                                                                                                  |
| 1月18日  | THE IDOLM@STER Your Song                                                                                                   | 三浦あずさ（たかはし智秋） | 「You're My Only Shinin' Star」 | ゲーム『THE IDOLM@STER』関連曲                                                                   |
| 1月31日  | THE IDOLM@STER MASTERWORK 01 GO MY WAY!!                                                                                   | 秋月律子（若林直美）、三浦あずさ（たかはし智秋）、菊地真（平田宏美） | 「思い出をありがとう（M@STER VERSION）」 | ゲーム『THE IDOLM@STER』関連曲                                                                   |
| 3月28日  | THE IDOLM@STER MASTERWORK 03 まっすぐ                                                                                      | 菊地真（平田宏美）、三浦あずさ（たかはし智秋）、萩原雪歩（落合祐里香） | 「まっすぐ（M@STER VERSION）」 | ゲーム『THE IDOLM@STER』関連曲                                                                   |
| 7月4日   | THE IDOLM@STER MASTER BOX II                                                                                               | 三浦あずさ（たかはし智秋） | 「GO MY WAY!!」 「思い出をありがとう」 「relations」 「まっすぐ」 「My Best Friend」 「私はアイドル♡」 | ゲーム『THE IDOLM@STER』関連曲                                                                   |
| 9月5日   | THE IDOLM@STER MASTER ARTIST 07 三浦あずさ                                                                                 | 三浦あずさ（たかはし智秋） | 「隣に…」 「Kiss Me Good-Bye」 「まっすぐ（M@STER VERSION）」 「思い出をありがとう（M@STER VERSION）」 「9:02pm（M@STER VERSION）」 「i」 | ゲーム『THE IDOLM@STER』関連曲                                                                   |
| 10月24日 | THE IDOLM@STER MASTER ARTIST FINALE 765プロ ALLSTARS                                                                       | IM@S ALLSTARS+ | 「i」 | ゲーム『THE IDOLM@STER』関連曲                                                                   |
| 10月24日 | THE IDOLM@STER MASTER ARTIST FINALE 765プロ ALLSTARS                                                                       | IM@S ALLSTARS | 「団結」 | ゲーム『THE IDOLM@STER』関連曲                                                                   |
| 12月21日 | 君が望む永遠〜Next Season〜 キャラクターイメージCD vol.1                                                                   | 速瀬水月（たかはし智秋） | 「Still I love you…」 | OVA『君が望む永遠〜Next Season〜』イメージソング                                                 |
| 2008年   | | | |                                                                                                  |
| 3月5日   | THE IDOLM@STER MASTER LIVE 01 REM@STER-A                                                                                   | 星井美希（長谷川明子）、三浦あずさ（たかはし智秋）、双海亜美（下田麻美） | 「GO MY WAY!!（REM@STER-A）」 | ゲーム『THE IDOLM@STER LIVE FOR YOU!』関連曲                                                     |
| 3月5日   | THE IDOLM@STER MASTER LIVE 01 REM@STER-A                                                                                   | 三浦あずさ（たかはし智秋） | 「ポジティブ!（REM@STER-A）」 | ゲーム『THE IDOLM@STER LIVE FOR YOU!』関連曲                                                     |
| 3月5日   | THE IDOLM@STER MASTER LIVE 01 REM@STER-A                                                                                   | 天海春香（中村繪里子）、高槻やよい（仁後真耶子）、星井美希（長谷川明子）、三浦あずさ（たかはし智秋）、双海亜美 / 真美（下田麻美） | 「いっしょ」 | ゲーム『THE IDOLM@STER LIVE FOR YOU!』関連曲                                                     |
| 6月18日  | THE IDOLM@STER MASTER LIVE 04 my song                                                                                      | 水瀬伊織（釘宮理恵）、菊地真（平田宏美）、三浦あずさ（たかはし智秋） | 「my song（M@STER VERSION）」 | ゲーム『THE IDOLM@STER LIVE FOR YOU!』関連曲                                                     |
| 6月18日  | THE IDOLM@STER MASTER LIVE 04 my song                                                                                      | 三浦あずさ（たかはし智秋） | 「思い出をありがとう（REM@STER-B）」 | ゲーム『THE IDOLM@STER LIVE FOR YOU!』関連曲                                                     |
| 8月22日  | THE IDOLM@STER MASTER LIVE ENCORE                                                                                          | 三浦あずさ（たかはし智秋） | 「First Stage（REM@STER-A）」 | ゲーム『THE IDOLM@STER LIVE FOR YOU!』関連曲                                                     |
| 8月22日  | THE IDOLM@STER MASTER LIVE ENCORE                                                                                          | 三浦あずさ（たかはし智秋）、秋月律子（若林直美） | 「シャララ」 | ゲーム『THE IDOLM@STER LIVE FOR YOU!』関連曲                                                     |
| 4月23日  | ファミソン8BIT☆アイドルマスター 03 三浦あずさ/秋月律子                                                                     | 三浦あずさ（たかはし智秋）、秋月律子（若林直美） | 「まっすぐ」 「魔法をかけて!」 「9:02pm」 「ポジティブ!」 | ゲーム『THE IDOLM@STER LIVE FOR YOU!』関連曲                                                     |
| 4月23日  | ファミソン8BIT☆アイドルマスター 03 三浦あずさ/秋月律子                                                                     | 三浦あずさ（たかはし智秋） | 「禁恋歌」 | ゲーム『THE IDOLM@STER LIVE FOR YOU!』関連曲                                                     |
| 4月30日  | THE IDOLM@STER MASTER BOX III                                                                                              | 三浦あずさ（たかはし智秋） | 「9:02pm（REMIX-A）」 「太陽のジェラシー（REMIX-A）」 「おはよう!! 朝ご飯（REMIX-A）」 「Here we go!!（REMIX-A）」 「蒼い鳥（REMIX-A）」 「First Stage（REMIX-A）」 「ポジティブ!（REMIX-A）」 「エージェント夜を往く（REMIX-A）」 「魔法をかけて!（REMIX-A）」 「THE IDOLM@STER（REMIX-A）」 「GO MY WAY!!（REMIX-A）」 「思い出をありがとう（REMIX-A）」 「relations（REMIX-A）」 「まっすぐ（REMIX-A）」 「My Best Friend（REMIX-A）」 「私はアイドル♡（REMIX-A）」 | ゲーム『THE IDOLM@STER LIVE FOR YOU!』関連曲                                                     |
| 5月28日  | マイポートレイト・イン・君が望む永遠                                                                                       | 速瀬水月（たかはし智秋）、鳴海孝之（谷山紀章） | 「光もたらす日に」 | テレビアニメ『君が望む永遠』関連曲                                                               |
| 5月28日  | マイポートレイト・イン・君が望む永遠                                                                                       | 速瀬水月（たかはし智秋） | 「遠い夏の日」 | テレビアニメ『君が望む永遠』関連曲                                                               |
| 7月23日  | THE IDOLM@STER Vacation for you!                                                                                           | 双海亜美 / 真美（下田麻美）、三浦あずさ（たかはし智秋）、水瀬伊織（釘宮理恵）、萩原雪歩（落合祐里香）、秋月律子（若林直美） | 「VACATION」 「サニー」 | ゲーム『THE IDOLM@STER』関連曲                                                                   |
| 7月23日  | THE IDOLM@STER Vacation for you!                                                                                           | 三浦あずさ（たかはし智秋） | 「愛より青い海」 | ゲーム『THE IDOLM@STER』関連曲                                                                   |
| 9月24日  | THE IDOLM@STER MASTER BOX IV                                                                                               | 三浦あずさ（たかはし智秋） | 「蒼い鳥（REMIX-B）」 「おはよう!! 朝ご飯（REMIX-B）」 「9:02pm（REMIX-B）」 「太陽のジェラシー（REMIX-B）」 「魔法をかけて!（REMIX-B）」 「エージェント夜を往く（REMIX-B）」 「Here we go!!（REMIX-B）」 「First Stage（REMIX-B）」 「ポジティブ!（REMIX-B）」 「THE IDOLM@STER（REMIX-B）」 「GO MY WAY!!（REMIX-B）」 「思い出をありがとう（REMIX-B）」 「relations（REMIX-B）」 「まっすぐ（REMIX-B）」 「My Best Friend（REMIX-B）」 「私はアイドル♡（REMIX-B）」 | ゲーム『THE IDOLM@STER LIVE FOR YOU!』関連曲                                                     |
| 11月19日 | THE IDOLM@STER BEST ALBUM 〜MASTER OF MASTER〜                                                                             | IM@S ALLSTARS | 「GO MY WAY!!」 「THE IDOLM@STER」 | ゲーム『THE IDOLM@STER』関連曲                                                                   |
| 11月19日 | THE IDOLM@STER BEST ALBUM 〜MASTER OF MASTER〜                                                                             | 天海春香（中村繪里子）、三浦あずさ（たかはし智秋） | 「太陽のジェラシー（M@STER VERSION）」 | ゲーム『THE IDOLM@STER』関連曲                                                                   |
| 11月19日 | THE IDOLM@STER BEST ALBUM 〜MASTER OF MASTER〜                                                                             | 三浦あずさ（たかはし智秋）、菊地真（平田宏美） | 「9:02pm（M@STER VERSION）」 | ゲーム『THE IDOLM@STER』関連曲                                                                   |
| 11月19日 | THE IDOLM@STER BEST ALBUM 〜MASTER OF MASTER〜                                                                             | 如月千早（今井麻美）、萩原雪歩（落合祐里香）、三浦あずさ（たかはし智秋） | 「神さまのBirthday」 | ゲーム『THE IDOLM@STER』関連曲                                                                   |
| 11月19日 | THE IDOLM@STER BEST ALBUM 〜MASTER OF MASTER〜                                                                             | 三浦あずさ（たかはし智秋）、水瀬伊織（釘宮理恵）、如月千早（今井麻美） | 「my song（M@STER VERSION）」 | ゲーム『THE IDOLM@STER』関連曲                                                                   |
| 11月19日 | THE IDOLM@STER BEST ALBUM 〜MASTER OF MASTER〜                                                                             | 菊地真（平田宏美）、三浦あずさ（たかはし智秋）、双海亜美 / 真美（下田麻美）、星井美希（長谷川明子） | 「まっすぐ（M@STER VERSION）」 | ゲーム『THE IDOLM@STER』関連曲                                                                   |
| 2009年   | | | |                                                                                                  |
| 2月25日  | CHAOS;HEAD NOAH〜TRIGGER 5〜                                                                                               | 楠優愛（たかはし智秋） | 「WHITE LILY」 | ゲーム『CHAOS;HEAD NOAH』優愛編エンディング                                                      |
| 2月25日  | 俺たちに翼はない ORIGINAL SOUND TRACK                                                                                      | アレックス3 | 「微笑みジェノサイド〜Party Full Mix〜」 | ゲーム『俺たちに翼はない』千歳鷲介編エンディングテーマ                                           |
| 3月18日  | THE IDOLM@STER MASTER BOX V                                                                                                | 三浦あずさ（たかはし智秋） | 「shiny smile」 「Do-Dai」 「my song」 「ふるふるフューチャー☆」 「神さまのBirthday」 「i」 | ゲーム『THE IDOLM@STER LIVE FOR YOU!』関連曲                                                     |
| 4月22日  | 俺たちに翼はない CHARACTER SONG ALBUM                                                                                      | アレックス3 | 「微笑みジェノサイド〜Studio Full Mix〜」 | テレビアニメ『俺たちに翼はない』第10話エンディングテーマ                                         |
| 5月      | THE IDOLM@STER MASTER BOX catalog 08,09,11 COMPLETE                                                                        | 三浦あずさ（たかはし智秋） | 「shiny smile（REMIX-A）」 「Do-Dai（REMIX-A）」 「my song（REMIX-A）」 「i（REMIX-A）」 「shiny smile（REMIX-B）」 「Do-Dai（REMIX-B）」 「my song（REMIX-B）」 「i（REMIX-B）」 | ゲーム『THE IDOLM@STER LIVE FOR YOU!』関連曲                                                     |
| 7月1日   | THE IDOLM@STER MASTER SPECIAL 05 菊地真・三浦あずさ                                                                        | 三浦あずさ（たかはし智秋） | 「Mythmaker」 「近道したい」 「いっしょ」 | ゲーム『THE IDOLM@STER SP』関連曲                                                                |
| 7月1日   | THE IDOLM@STER MASTER SPECIAL 05 菊地真・三浦あずさ                                                                        | 三浦あずさ（たかはし智秋）、菊地真（平田宏美） | 「shiny smile（REM@STER-A）」 「L・O・B・M」 | ゲーム『THE IDOLM@STER SP』関連曲                                                                |
| 11月5日  | ソルフェージュ〜La finale〜 オリジナル楽曲集                                                                               | ゆうな（たかはし智秋） | 「again」 | ゲーム『ソルフェージュ〜La finale〜』関連曲                                                      |
| 12月9日  | 俺たちに翼はない ドラマCD 2nd season イメージソングアルバム                                                                | 望月紀奈子（たかはし智秋） | 「Red princess destiny」 | ドラマCD『俺たちに翼はない』関連曲                                                               |
| 12月16日 | THE IDOLM@STER MASTER SPECIAL WINTER                                                                                       | 三浦あずさ（たかはし智秋） | 「素敵なホリデイ」 | ゲーム『THE IDOLM@STER SP』関連曲                                                                |
| 12月16日 | THE IDOLM@STER MASTER SPECIAL WINTER                                                                                       | 三浦あずさ（たかはし智秋）、四条貴音（原由実）、如月千早（今井麻美） | 「Large Size Party」 | ゲーム『THE IDOLM@STER SP』関連曲                                                                |
| 12月16日 | THE IDOLM@STER MASTER SPECIAL WINTER                                                                                       | 三浦あずさ（たかはし智秋）、四条貴音（原由実）、如月千早（今井麻美）、星井美希（長谷川明子）、高槻やよい（仁後真耶子）、双海亜美 / 真美（下田麻美） | 「キミはメロディ（M@STER VERSION)」 | ゲーム『THE IDOLM@STER SP』関連曲                                                                |
| 12月16日 | 「真・恋姫†無双」キャラクターソングCD 二「袁術・張勲・郭嘉」                                                               | 袁術（中村繪里子）、張勲（たかはし智秋）、郭嘉（今井麻美） | 「勇星乱舞 -You Say Love!-」 「今を信じて」 「道しるべ」 | テレビアニメ『真・恋姫†無双』挿入歌                                                              |
| 12月23日 | BLAZBLUE SONG ACCORD #1 with CONTINUUM SHIFT                                                                               | ライチ=フェイ=リン（たかはし智秋） | 「Oriental Flower 〜華となれ〜」 | ゲーム『BLAZBLUE』関連曲                                                                         |
| 12月23日 | Rio Sound Hustle! -Rina盛-                                                                                                 | リナ（たかはし智秋） | 「Perfect Pride」 「Lucky-Go-Round [Rina ver.]」 | ドラマCD『Rio Sound Hustle!』関連曲                                                              |
| 2010年   | | | |                                                                                                  |
| 2月10日  | Rio Sound Hustle! -MEGA盛-                                                                                                 | リナ（たかはし智秋） | 「Perfect Pride [MEGA ver.]」 | ドラマCD『Rio Sound Hustle!』関連曲                                                              |
| 2月10日  | Rio Sound Hustle! -MEGA盛-                                                                                                 | Rio（井上麻里奈）、ミント・クラークト（竹達彩奈）、リナ（たかはし智秋） | 「Lucky-Go-Round」 | ドラマCD『Rio Sound Hustle!』関連曲                                                              |
| 3月31日  | THE IDOLM@STER MASTER BOX VI                                                                                               | 三浦あずさ（たかはし智秋） | 「キラメキラリ」 「フタリの記憶」 「目が逢う瞬間」 「迷走Mind」 「スタ→トスタ→」 「I Want」 「Kosmos,Cosmos」 「いっぱいいっぱい」 | ゲーム『THE IDOLM@STER SP』関連曲                                                                |
| 4月21日  | THE IDOLM@STER Vocal Collection 02                                                                                         | 如月千早（今井麻美）、萩原雪歩（落合祐里香）、三浦あずさ（たかはし智秋） | 「Melted Snow（765プロ Ver.）」 | ドラマCD『アイドルマスター Eternal Prism 03』挿入歌                                              |
| 4月21日  | THE IDOLM@STER Vocal Collection 02                                                                                         | 三浦あずさ（たかはし智秋） | 「Melted Snow（三浦あずさソロVer.）」 | ゲーム『THE IDOLM@STER』関連曲                                                                   |
| 6月23日  | THE IDOLM@STER BEST OF 765+876=!! VOL.03                                                                                   | 菊地真（平田宏美）、三浦あずさ（たかはし智秋）、萩原雪歩（長谷優里奈）、双海亜美 / 真美（下田麻美）、星井美希（長谷川明子） | 「まっすぐ（M@STER VERSION）」 | ゲーム『THE IDOLM@STER』関連曲                                                                   |
| 6月23日  | THE IDOLM@STER BEST OF 765+876=!! VOL.03                                                                                   | 如月千早（今井麻美）、三浦あずさ（たかはし智秋）、水瀬伊織（釘宮理恵）、双海亜美 / 真美（下田麻美）、水谷絵理（花澤香菜） | 「LOST」 | ゲーム『THE IDOLM@STER』関連曲                                                                   |
| 6月23日  | THE IDOLM@STER BEST OF 765+876=!! VOL.03                                                                                   | IM@S ALLSTARS++ | 「L・O・B・M」 | ゲーム『THE IDOLM@STER』関連曲                                                                   |
| 6月23日  | THE IDOLM@STER BEST OF 765+876=!! VOL.03                                                                                   | IM@S ALLSTARS1641 | 「THE IDOLM@STER」 | ゲーム『THE IDOLM@STER』関連曲                                                                   |
| 7月3日   | THE IDOLM@STER BEST OF 765+876=!! THE iDRE@MLOST                                                                           | 三浦あずさ（たかはし智秋） | 「LOST」 |                                                                                                  |
| 9月22日  | THE IDOLM@STER MASTER ARTIST 2 Prologue                                                                                    | 765PRO ALLSTARS | 「団結2010」 | ゲーム『THE IDOLM@STER 2』関連曲                                                                 |
| 9月29日  | ソルフェージュ ボーカルコレクション                                                                                        | 高屋すくね（たかはし智秋） | 「shining（すくねVer.）」 | ゲーム『ソルフェージュ〜Sweet harmony〜』関連曲                                                  |
| 2011年   | | | |                                                                                                  |
| 1月26日  | 世界と一緒にまわろうよ！                                                                                                   | らぶ♥ルーレッツ | 「世界と一緒にまわろうよ！」 | テレビアニメ『Rio RainbowGate!』オープニングテーマ                                               |
| 1月26日  | 世界と一緒にまわろうよ！                                                                                                   | リナ（たかはし智秋） | 「世界と一緒にまわろうよ！」 | テレビアニメ『Rio RainbowGate!』関連曲                                                           |
| 2月9日   | SMOKY THRILL | 竜宮小町 | 「SMOKY THRILL（M@STER VERSION）」 | ゲーム『THE IDOLM@STER 2』関連曲                                                                 |
| 2月9日   | The world is all one !! | 竜宮小町、秋月律子（若林直美） | 「The world is all one !!（M@STER VERSION）」 | ゲーム『THE IDOLM@STER 2』関連曲                                                                 |
| 2月9日   | The world is all one !! | 765PRO ALLSTARS | 「The world is all one !!（M@STER VERSION）」 | ゲーム『THE IDOLM@STER 2』関連曲                                                                 |
| 6月22日  | THE IDOLM@STER MASTER ARTIST 2 -SECOND SEASON- 03 三浦あずさ                                                               | 三浦あずさ（たかはし智秋） | 「MEGARE!（M@STER VERSION）」 「ウイスキーが、お好きでしょ」 「Mythmaker（新規リミックス）」 「ラ♥ブ♥リ♥」 | ゲーム『THE IDOLM@STER 2』関連曲                                                                 |
| 6月22日  | THE IDOLM@STER MASTER ARTIST 2 -SECOND SEASON- 03 三浦あずさ                                                               | 三浦あずさ（たかはし智秋）、秋月律子（若林直美） | 「Best Friend（Version Azusa）」 | ゲーム『THE IDOLM@STER 2』関連曲                                                                 |
| 6月22日  | THE IDOLM@STER MASTER ARTIST 2 -SECOND SEASON- 04 秋月律子                                                                 | 秋月律子（若林直美）、三浦あずさ（たかはし智秋） | 「Best Friend（Version Ritsuko）」 | ゲーム『THE IDOLM@STER 2』関連曲                                                                 |
| 6月25日  | THE IDOLM@STER MASTER BOX VII                                                                                              | 三浦あずさ（たかはし智秋） | 「Colorful Days」 「キミはメロディ」 「またね」 「オーバーマスター」 「L・O・B・M」 | ゲーム『THE IDOLM@STER SP』関連曲                                                                |
| 8月10日  | THE IDOLM@STER ANIM@TION MASTER 01 READY!!                                                                                 | 765PRO ALLSTARS | 「READY!!（M@STER VERSION）」 | テレビアニメ『THE IDOLM@STER』前期オープニングテーマ                                             |
| 9月7日   | THE IDOLM@STER ANIM@TION MASTER 02                                                                                         | 如月千早（今井麻美）、三浦あずさ（たかはし智秋）、菊地真（平田宏美）、星井美希（長谷川明子）、我那覇響（沼倉愛美）、秋月律子（若林直美） | 「MOONY」 | テレビアニメ『THE IDOLM@STER』関連曲                                                             |
| 9月7日   | THE IDOLM@STER ANIM@TION MASTER 02                                                                                         | 765PRO ALLSTARS | 「The world is all one !!（M@STER VERSION）」 | テレビアニメ『THE IDOLM@STER』関連曲                                                             |
| 10月5日  | THE IDOLM@STER ANIM@TION MASTER 03                                                                                         | 765PRO ALLSTARS | 「THE IDOLM@STER」 「L・O・B・M」 | テレビアニメ『THE IDOLM@STER』関連曲                                                             |
| 10月5日  | THE IDOLM@STER ANIM@TION MASTER 03                                                                                         | 竜宮小町 | 「SMOKY THRILL（M@STER VERSION）」 「ハニカミ!ファーストバイト」 | テレビアニメ『THE IDOLM@STER』関連曲                                                             |
| 10月5日  | THE IDOLM@STER ANIM@TION MASTER 03                                                                                         | 菊地真（平田宏美）、三浦あずさ（たかはし智秋） | 「shiny smile（REM@STER-A）」 | テレビアニメ『THE IDOLM@STER』関連曲                                                             |
| 10月5日  | THE IDOLM@STER ANIM@TION MASTER 03                                                                                         | 765+876PRO ALLSTARS | 「GO MY WAY!!」 | テレビアニメ『THE IDOLM@STER』関連曲                                                             |
| 10月5日  | THE IDOLM@STER ANIM@TION MASTER 03                                                                                         | 三浦あずさ（たかはし智秋） | 「晴れ色」 | テレビアニメ『THE IDOLM@STER』関連曲                                                             |
| 10月27日 | THE IDOLMASTER Blu-ray第1巻完全生産限定版特典ボーカルCD「PERFECT IDOL 01」                                                 | 三浦あずさ（たかはし智秋） | 「隣に… -JAZZ Rearrange Mix-」 | テレビアニメ『THE IDOLM@STER』関連曲                                                             |
| 10月27日 | THE IDOLMASTER Blu-ray第1巻完全生産限定版特典ボーカルCD「PERFECT IDOL 01」                                                 | 星井美希（長谷川明子）、三浦あずさ（たかはし智秋）、四条貴音（原由実） | 「I'm so free!」 | テレビアニメ『THE IDOLM@STER』関連曲                                                             |
| 11月9日  | THE IDOLM@STER ANIM@TION MASTER 04 CHANGE!!!!                                                                              | 765PRO ALLSTARS | 「CHANGE!!!!（M@STER VERSION）」 | テレビアニメ『THE IDOLM@STER』後期オープニングテーマ                                             |
| 11月9日  | THE IDOLM@STER ANIM@TION MASTER 04 CHANGE!!!!                                                                              | 如月千早（今井麻美）、三浦あずさ（たかはし智秋）、我那覇響（沼倉愛美） | 「今 スタート！」 | テレビアニメ『THE IDOLM@STER』関連曲                                                             |
| 11月30日 | THE IDOLM@STER ANIM@TION MASTER 05                                                                                         | 高槻やよい（仁後真耶子）、萩原雪歩（浅倉杏美）、菊地真（平田宏美）、水瀬伊織（釘宮理恵）、三浦あずさ（たかはし智秋）、秋月律子（若林直美） | 「キミはメロディ（M@STER VERSION）」 | テレビアニメ『THE IDOLM@STER』関連曲                                                             |
| 11月30日 | THE IDOLM@STER ANIM@TION MASTER 05                                                                                         | 765PRO ALLSTARS | 「i」 「MEGARE!（M@STER VERSION）」 | テレビアニメ『THE IDOLM@STER』関連曲                                                             |
| 12月28日 | THE IDOLM@STER ANIM@TION MASTER 06                                                                                         | 如月千早（今井麻美）、天海春香（中村繪里子）、星井美希（長谷川明子）、高槻やよい（仁後真耶子）、萩原雪歩（浅倉杏美）、菊地真（平田宏美）、双海亜美 / 真美（下田麻美）、水瀬伊織（釘宮理恵）、三浦あずさ（たかはし智秋）、四条貴音（原由実）、我那覇響（沼倉愛美）        | 「約束（TV VERSION）」 | テレビアニメ『THE IDOLM@STER』関連曲                                                             |
| 2012年   | | | |                                                                                                  |
| 2月1日   | THE IDOLM@STER ANIM@TION MASTER 07                                                                                         | 天海春香（中村繪里子）、如月千早（今井麻美）、双海亜美 / 真美（下田麻美）、三浦あずさ（たかはし智秋）、四条貴音（原由実）、我那覇響（沼倉愛美） | 「Happy Christmas」 | テレビアニメ『THE IDOLM@STER』関連曲                                                             |
| 2月1日   | THE IDOLM@STER ANIM@TION MASTER 07                                                                                         | 765PRO ALLSTARS | 「まっすぐ」 「READY!! & CHANGE!!!! SPECIAL EDITION」 「私たちはずっと…でしょう？」 「いっしょ（NEW VERSION）」 | テレビアニメ『THE IDOLM@STER』関連曲                                                             |
| 9月5日   | THE IDOLM@STER ANIM@TION MASTER 生っすかSPECIAL 02                                                                         | 三浦あずさ（たかはし智秋） | 「う・ふ・ふ・ふ」 「リフレクティア」 | ゲーム『THE IDOLM@STER 2』関連曲                                                                 |
| 9月5日   | THE IDOLM@STER ANIM@TION MASTER 生っすかSPECIAL 02                                                                         | 水瀬伊織（釘宮理恵）、三浦あずさ（たかはし智秋）、双海亜美（下田麻美） | 「七彩ボタン（M@STER VERSION）」 「初恋 〜二章 告白の花火〜」 | ゲーム『THE IDOLM@STER 2』関連曲                                                                 |
| 11月28日 | ら♪ら♪ら♪わんだぁらんど | 765PRO ALLSTARS featuring ぷちどる | 「ら♪ら♪ら♪わんだぁらんど」 「ら♪ら♪ら♪わんだぁらんど（とろぴかる Remix）」 | Webアニメ『ぷちます! -プチ・アイドルマスター-』テーマソング                                      |
| 2013年   | | | |                                                                                                  |
| 1月30日  | THE IDOLM@STER ANIM@TION MASTER 生っすかSPECIAL CURTAIN CALL                                                               | 三浦あずさ（たかはし智秋） | 「I'm so free!（あずさソロ・リミックス）」 | テレビアニメ『THE IDOLM@STER』関連曲                                                             |
| 1月30日  | THE IDOLM@STER ANIM@TION MASTER 生っすかSPECIAL CURTAIN CALL                                                               | 菊地真（平田宏美）、双海亜美 / 真美（下田麻美）、水瀬伊織（釘宮理恵）、三浦あずさ（たかはし智秋）、四条貴音（原由実）、秋月律子（若林直美） | 「カーテンコール」 | テレビアニメ『THE IDOLM@STER』関連曲                                                             |
| 2月9日   | THE IDOLM@STER MASTER BOX VIII                                                                                             | 三浦あずさ（たかはし智秋） | 「The world is all one !!」 「きゅんっ! ヴァンパイアガール」 「愛 LIKE ハンバーガー」 「Honey Heartbeat」 「Little Match Girl」 | ゲーム『THE IDOLM@STER 2』関連曲                                                                 |
| 2月27日  | PETIT IDOLM@STER Twelve Seasons! Vol.7 三浦あずさ&みうらさん                                                               | 三浦あずさ（たかはし智秋） | 「zone of fortune」 「ら♪ら♪ら♪わんだぁらんど」 「Maybe TOMORROW」 | Webアニメ『ぷちます! -プチ・アイドルマスター-』関連曲                                            |
| 3月27日  | THE IDOLM@STER 1巻 特装版付属楽曲カバーCD                                                                                  | 三浦あずさ（たかはし智秋）、四条貴音（原由実） | 「motto☆派手にね!」 | 漫画『THE IDOLM@STER』関連曲                                                                     |
| 4月10日  | THE IDOLM@STER ANIM@TION MASTER 生っすかSPECIAL 弦楽四重奏 初恋組曲                                                        | 三浦あずさ（たかはし智秋） | 「初恋 〜二章 告白の花火〜（あずさソロ・リミックス）」 | テレビアニメ『THE IDOLM@STER』関連曲                                                             |
| 4月24日  | THE IDOLM@STER LIVE THE@TER PERFORMANCE 01 Thank You!                                                                      | 765 MILLIONSTARS | 「Thank You!」 | ゲーム『アイドルマスター ミリオンライブ!』テーマソング                                           |
| 4月24日  | THE IDOLM@STER LIVE THE@TER PERFORMANCE 01 Thank You!                                                                      | 765PRO ALLSTARS | 「Thank You!（765PRO ver.）」 | ゲーム『アイドルマスター ミリオンライブ!』テーマソング                                           |
| 5月29日  | ぷちます! -プチ・アイドルマスター- コレクターズエディション Vol.3 特典CD                                                   | 高槻やよい（仁後真耶子）、水瀬伊織（釘宮理恵）、三浦あずさ（たかはし智秋）、四条貴音（原由実） | 「Maybe TOMORROW」 | Webアニメ『ぷちます! -プチ・アイドルマスター-』エンディングテーマ                                |
| 5月29日  | ぷちます! -プチ・アイドルマスター- コレクターズエディション Vol.3 特典CD                                                   | やよ（仁後真耶子）、いお（釘宮理恵）、あずささん（たかはし智秋）、たかにゃ（原由実） | 「Maybe TOMORROW Petit Special ver.」 | Webアニメ『ぷちます! -プチ・アイドルマスター-』関連曲                                            |
| 7月7日   | THE IDOLM@STER ANIM@TION MASTER READY!! ソロ・リミックス                                                                   | 三浦あずさ（たかはし智秋） | 「READY!!（あずさソロ・リミックス）」 | テレビアニメ『THE IDOLM@STER』関連曲                                                             |
| 9月15日  | THE IDOLM@STER ANIM@TION MASTER CHANGE!!!! ソロ・リミックス                                                                | 三浦あずさ（たかはし智秋） | 「CHANGE!!!!（あずさソロ・リミックス）」 | テレビアニメ『THE IDOLM@STER』関連曲                                                             |
| 9月18日  | THE IDOLM@STER 765PRO ALLSTARS+ GRE@TEST BEST! -THE IDOLM@STER HISTORY-                                                    | 765PRO ALLSTARS | 「MUSIC♪（M@STER VERSION）」 | ゲーム『THE IDOLM@STER』関連曲                                                                   |
| 10月30日 | THE IDOLM@STER LIVE THE@TER PERFORMANCE 07                                                                                 | 三浦あずさ（たかはし智秋） | 「嘆きのFRACTION」 | ゲーム『アイドルマスター ミリオンライブ!』関連曲                                                 |
| 10月30日 | THE IDOLM@STER LIVE THE@TER PERFORMANCE 07                                                                                 | 三浦あずさ（たかはし智秋）、篠宮可憐（近藤唯）、高山紗代子（駒形友梨）、福田のり子（浜崎奈々） | 「カワラナイモノ」 | ゲーム『アイドルマスター ミリオンライブ!』関連曲                                                 |
| 12月18日 | THE IDOLM@STER 765PRO ALLSTARS+ GRE@TEST BEST! -LOVE&PEACE!-                                                               | 天海春香（中村繪里子）、如月千早（今井麻美）、三浦あずさ（たかはし智秋）、秋月律子（若林直美） | 「Vault That Borderline!（M@STER VERSION）」 | ゲーム『THE IDOLM@STER』関連曲                                                                   |
| 2014年   | | | |                                                                                                  |
| 1月下旬  | アイドルマスター ミュージックディスクコレクション AMI/MAMI&AZUSA COVER -WINTER SONGS-                                      | 三浦あずさ（たかはし智秋） | 「Everything」 | ゲーム『THE IDOLM@STER』関連曲                                                                   |
| 1月29日  | M@STERPIECE | 765PRO ALLSTARS | 「M@STERPIECE」 | 劇場アニメ『THE IDOLM@STER MOVIE 輝きの向こう側へ!』主題歌                                       |
| 1月29日  | M@STERPIECE | 天海春香（中村繪里子）、星井美希（長谷川明子）、如月千早（今井麻美）、高槻やよい（仁後真耶子）、菊地真（平田宏美）、水瀬伊織（釘宮理恵）、双海亜美 / 真美（下田麻美）、三浦あずさ（たかはし智秋）、萩原雪歩（浅倉杏美）、我那覇響（沼倉愛美）、四条貴音（原由実）        | 「M@STERPIECE（MOVIE VERSION）」 | 劇場アニメ『THE IDOLM@STER MOVIE 輝きの向こう側へ!』関連曲                                       |
| 1月29日  | M@STERPIECE 初回限定版 | 765PRO ALLSTARS | 「THE IDOLM@STER（MOVIE VERSION）」 | 劇場アニメ『THE IDOLM@STER MOVIE 輝きの向こう側へ!』関連曲                                       |
| 1月29日  | M@STERPIECE 初回限定版 | 天海春香（中村繪里子）、如月千早（今井麻美）、三浦あずさ（たかはし智秋） | 「MUSIC♪（M@STER VERSION）」 | 劇場アニメ『THE IDOLM@STER MOVIE 輝きの向こう側へ!』関連曲                                       |
| 2月22日  | THE IDOLM@STER M@STERS OF IDOL WORLD!!2014 会場限定CD                                                                      | 三浦あずさ（たかはし智秋） | 「MUSIC♪（M@STER VERSION） あずさソロ・リミックス」 「Vault That Borderline!（M@STER VERSION） あずさソロ・リミックス」 | ゲーム『THE IDOLM@STER』関連曲                                                                   |
| 5月28日  | 「ぷちます!! -プチプチ・アイドルマスター-」エンディングテーマ マキシシングル                                               | 三浦あずさ（たかはし智秋）、四条貴音（原由実）、萩原雪歩（浅倉杏美）、星井美希（長谷川明子） | 「グッナイ☆スターズ」 | Webアニメ『ぷちます!! -プチプチ・アイドルマスター-』エンディングテーマ                           |
| 6月18日  | ラムネ色 青春 | 765PRO ALLSTARS | 「ラムネ色 青春」 | 劇場アニメ『THE IDOLM@STER MOVIE 輝きの向こう側へ!』挿入歌                                       |
| 6月18日  | ラムネ色 青春 | 765PRO ALLSTARS | 「READY!!（M@STER VERSION）」 | テレビアニメ『THE IDOLM@STER』関連曲                                                             |
| 8月1日   | THE IDOLM@STER 9th ANNIVERSARY WE ARE M@STERPIECE!! 自分REST@RT&SMOKY THRILL                                               | 三浦あずさ（たかはし智秋） | 「SMOKY THRILL（M@STER VERSION） あずさソロ」 | ゲーム『THE IDOLM@STER』関連曲                                                                   |
| 8月6日   | PETIT IDOLM@STER Twelve Campaigns! VOL.6 双海亜美・真美&こあみ・こまみ+三浦あずさ&みうらさん                               | 三浦あずさ（たかはし智秋） | 「LOOK THE SKY」 「グッナイ☆スターズ」 | Webアニメ『ぷちます!! -プチプチ・アイドルマスター-』関連曲                                       |
| 8月13日  | 虹色ミラクル | 765PRO ALLSTARS | 「虹色ミラクル」 | 劇場アニメ『THE IDOLM@STER MOVIE 輝きの向こう側へ!』エンディングテーマ                           |
| 8月27日  | THE IDOLM@STER MASTER ARTIST 3 Prologue ONLY MY NOTE                                                                       | 765PRO ALLSTARS | 「ONLY MY NOTE（M@STER VERSION）」 | ゲーム『アイドルマスター ワンフォーオール』関連曲                                                |
| 10月4日  | THE IDOLM@STER 9th ANNIVERSARY WE ARE M@STERPIECE!! We Have A Dream&カーテンコール                                         | 三浦あずさ（たかはし智秋） | 「カーテンコール（あずさソロ・リミックス）」 | ゲーム『THE IDOLM@STER』関連曲                                                                   |
| 10月8日  | PERFECT IDOL THE MOVIE | 三浦あずさ（たかはし智秋）、水瀬伊織（釘宮理恵）、星井美希（長谷川明子）、双海亜美（下田麻美）、我那霸响（沼倉愛美） | 「M@STERPIECE -CLUB BOSSA NOVA Rearrange Mix-」 | 劇場アニメ『THE IDOLM@STER MOVIE 輝きの向こう側へ!』関連曲                                       |
| 2015年   | | | |                                                                                                  |
| 1月28日  | THE IDOLM@STER LIVE THE@TER HARMONY 07                                                                                     | BIRTH | 「Color of Birth」 「Welcome!!」 | ゲーム『アイドルマスター ミリオンライブ!』関連曲                                                 |
| 1月28日  | THE IDOLM@STER LIVE THE@TER HARMONY 07                                                                                     | 三浦あずさ（たかはし智秋） | 「月のほとりで」 | ゲーム『アイドルマスター ミリオンライブ!』関連曲                                                 |
| 6月24日  | THE IDOLM@STER 765PRO LIVE THE@TER COLLECTION Vol.1                                                                        | 765PRO ALLSTARS | 「Welcome!!」 | ゲーム『アイドルマスター ミリオンライブ!』関連曲                                                 |
| 7月8日   | THE IDOLM@STER MASTER ARTIST 3 11 三浦あずさ                                                                               | 三浦あずさ（たかはし智秋） | 「コイ・ココロ（M@STER VERSION）」 「ハニカミ!ファーストバイト」 「久遠の河」 「千本桜」 「Good-Byes（M@STER VERSION）」 「ONLY MY NOTE（M@STER VERSION）」 | ゲーム『アイドルマスター ワンフォーオール』関連曲                                                |
| 7月18日  | THE IDOLM@STER M@STERS OF IDOL WORLD!! 2015 M@STERPIECE &10th Anniversary Mix                                              | 三浦あずさ（たかはし智秋） | 「M@STERPIECE」 | ゲーム『アイドルマスター』関連曲                                                                 |
| 7月18日  | THE IDOLM@STER LIVE THE@TER SOLO COLLECTION Vol.02                                                                         | 三浦あずさ（たかはし智秋） | 「カワラナイモノ」 | ゲーム『アイドルマスター ミリオンライブ!』関連曲                                                 |
| 9月30日  | THE IDOLM@STER LIVE THE@TER DREAMERS 01 Dreaming!                                                                          | MILLION ALLSTARS | 「Welcome!!」 | ゲーム『アイドルマスター ミリオンライブ!』関連曲                                                 |
| 12月29日 | 熱響！乙女フェスティバル ファン大感謝祭LIVE ORIGINAL SOUND TRACK                                                           | Noisy Girl Monster | 「陽炎Liar」 「全力Dreamer」 「Shout at the soul」 | パチンコ『熱響！乙女フェスティバル ファン大感謝祭LIVE』関連曲                                    |
| 2016年   | | | |                                                                                                  |
| 1月27日  | THE IDOLM@STER LIVE THE@TER DREAMERS 05                                                                                    | 木下ひなた（田村奈央）、双海亜美（下田麻美）、四条貴音（原由実）、豊川風花（末柄里恵）、野々原茜（小笠原早紀）、ロコ（中村温姫）、松田亜利沙（村川梨衣）、横山奈緒（渡部優衣）、三浦あずさ（たかはし智秋）、百瀬莉緒（山口立花子）                                       | 「Dreaming!」 | ゲーム『アイドルマスター ミリオンライブ!』関連曲                                                 |
| 1月27日  | THE IDOLM@STER LIVE THE@TER DREAMERS 05                                                                                    | 三浦あずさ（たかはし智秋）、百瀬莉緒（山口立花子） | 「たしかな足跡」 | ゲーム『アイドルマスター ミリオンライブ!』関連曲                                                 |
| 2月17日  | THE IDOLM@STER MASTER ARTIST 3 FINALE Destiny                                                                              | 765PRO ALLSTARS | 「Destiny（M@STER VERSION）」 | ゲーム『アイドルマスター ワンフォーオール』関連曲                                                |
| 2月17日  | THE IDOLM@STER MASTER ARTIST 3 FINALE Destiny                                                                              | 三浦あずさ（たかはし智秋） | 「Destiny（M@STER VERSION）」 | ゲーム『アイドルマスター ワンフォーオール』関連曲                                                |
| 7月20日  | THE IDOLM@STER PLATINUM MASTER 00 Happy!                                                                                   | 天海春香（中村繪里子）、如月千早（今井麻美）、萩原雪歩（浅倉杏美）、水瀬伊織（釘宮理恵）、三浦あずさ（たかはし智秋）、我那覇響（沼倉愛美）、秋月律子（若林直美） | 「Happy!（M@STER VERSION）」 | ゲーム『アイドルマスター プラチナスターズ』関連曲                                                |
| 8月17日  | THE IDOLM@STER PLATINUM MASTER 01 Miracle Night                                                                            | 水瀬伊織（釘宮理恵）、三浦あずさ（たかはし智秋）、双海亜美（下田麻美） | 「SMOKY FRUITS」 | ゲーム『アイドルマスター プラチナスターズ』関連曲                                                |
| 10月19日 | THE IDOLM@STER PLATINUM MASTER 03 アマテラス                                                                               | 萩原雪歩（浅倉杏美）、三浦あずさ（たかはし智秋）、四条貴音（原由実）、秋月律子（若林直美） | 「アマテラス（M@STER VERSION）」 | ゲーム『アイドルマスター プラチナスターズ』関連曲                                                |
| 2017年   | | | |                                                                                                  |
| 1月28日  | THE IDOLM@STER PRODUCER MEETING 2017 765PRO ALLSTARS -Fun to the new vision!! 会場オリジナルCD MiracleResistanceアマテラス | 三浦あずさ（たかはし智秋） | 「アマテラス（M@STER VERSION）」 | ゲーム『アイドルマスター プラチナスターズ』関連曲                                                |
| 3月29日  | THE IDOLM@STER PLATINUM MASTER ENCORE 紅白応援V                                                                            | 765PRO ALLSTARS | 「紅白応援V」 「チェリー -PRODUCER MEETING 2017 MIX-」 「団結2010 -PRODUCER MEETING 2017 MIX-」 | イベント『THE IDOLM@STER PRODUCER MEETING 2017 765PRO ALLSTARS -Fun to the new vision!!-』関連曲 |
| 3月29日  | THE IDOLM@STER PLATINUM MASTER ENCORE 紅白応援V                                                                            | 天海春香（中村繪里子）、三浦あずさ（たかはし智秋） | 「紅白応援V 春香×あずさ Ver.」 | イベント『THE IDOLM@STER PRODUCER MEETING 2017 765PRO ALLSTARS -Fun to the new vision!!-』関連曲 |
| 6月28日  | sin 七つの大罪 BD・DVD第1巻特典CD                                                                                          | アスモデウス（たかはし智秋） | 「baby now」 | テレビアニメ『sin 七つの大罪』挿入歌                                                             |
| 7月19日  | ガールフレンド（仮） キャラクターソングシリーズ Vol.07                                                                     | かぶきガールズ | 「とりま、デビューしちゃいますか」 | ゲーム『ガールフレンド（♪）』関連曲                                                              |
| 7月19日  | ガールフレンド（仮） キャラクターソングシリーズ Vol.07                                                                     | 皆藤蜜子（たかはし智秋） | 「筆始めブルース」 | ゲーム『ガールフレンド（♪）』関連曲                                                              |
| 7月26日  | THE IDOLM@STER MILLION THE@TER GENERATION 01 Brand New Theater!                                                            | 765 MILLION ALLSTARS | 「Brand New Theater!」 | ゲーム『アイドルマスター ミリオンライブ! シアターデイズ』テーマソング                            |
| 7月26日  | THE IDOLM@STER MILLION THE@TER GENERATION 01 Brand New Theater!                                                            | 765 MILLION ALLSTARS | 「Dreaming!」 | ゲーム『アイドルマスター ミリオンライブ! シアターデイズ』関連曲                                  |
| 10月7日  | THE IDOLM@STER 765 MILLIONSTARS HOTCHPOTCH FESTIV@L!! Happy!でSHOW！                                                       | 三浦あずさ（たかはし智秋） | 「Happy!（M@STER VERSION）」 | ゲーム『アイドルマスター プラチナスターズ』関連曲                                                |
| 10月11日 | TVアニメ『信長の忍び』キャラクターソング〜歌宴の術〜                                                                       | 帰蝶（たかはし智秋） | 「ユリシス〜幸せの青き蝶〜」 | テレビアニメ『信長の忍び〜伊勢・金ヶ崎篇〜』関連曲                                               |
| 12月22日 | THE IDOLM@STER MASTER PRIMAL POPPIN' YELLOW                                                                                | 星井美希（長谷川明子）、萩原雪歩（浅倉杏美）、水瀬伊織（釘宮理恵）、三浦あずさ（たかはし智秋） | 「虹のデスティネーション」 | ゲーム『アイドルマスター』関連曲                                                                 |
| 12月22日 | THE IDOLM@STER MASTER PRIMAL POPPIN' YELLOW                                                                                | 萩原雪歩（浅倉杏美）、三浦あずさ（たかはし智秋） | 「LEMONADE」 | ゲーム『アイドルマスター』関連曲                                                                 |
| 12月22日 | THE IDOLM@STER STELLA MASTER 00 ToP!!!!!!!!!!!!!                                                                           | 765PRO ALLSTARS | 「ToP!!!!!!!!!!!!!（M＠STER VERSION）」 | ゲーム『アイドルマスター ステラステージ』関連曲                                                  |
| 12月27日 | THE IDOLM@STER MILLION THE@TER GENERATION 03 エンジェルスターズ                                                            | エンジェルスターズ | 「Brand New Theater!」 | ゲーム『アイドルマスター ミリオンライブ! シアターデイズ』関連曲                                  |
| 2018年   | | | |                                                                                                  |
| 1月6日   | THE IDOLM@STER ニューイヤーライブ!! 初星宴舞 会場オリジナルCD                                                              | 高槻やよい（仁後真耶子）、秋月律子（若林直美）、三浦あずさ（たかはし智秋）、双海亜美（下田麻美） | 「Good-Byes（M@STER VERSION）」 | ゲーム『アイドルマスター ワンフォーオール』関連曲                                                |
| 1月6日   | THE IDOLM@STER ニューイヤーライブ!! 初星宴舞 会場オリジナルCD                                                              | 三浦あずさ（たかはし智秋） | 「SMOKY FRUITS」 | ゲーム『アイドルマスター プラチナスターズ』関連曲                                                |
| 1月6日   | THE IDOLM@STER LIVE THE@TER SOLO COLLECTION 05 765PRO ALLSTARS                                                             | 三浦あずさ（たかはし智秋） | 「たしかな足跡」 | ゲーム『アイドルマスター ミリオンライブ!』関連曲                                                 |
| 4月4日   | THE IDOLM@STER MILLION LIVE! M@STER SPARKLE 08                                                                             | 765 MILLION ALLSTARS | 「Brand New Theater!」 | ゲーム『アイドルマスター ミリオンライブ！ シアターデイズ』関連曲                                 |
| 4月18日  | THE IDOLM@STER STELLA MASTER 03 そしてぼくらは旅にでる                                                                     | 天海春香（中村繪里子）、萩原雪歩（浅倉杏美）、高槻やよい（仁後真耶子）、三浦あずさ（たかはし智秋） | 「そしてぼくらは旅にでる（M@STER VERSION）」 | ゲーム『アイドルマスター ステラステージ』関連曲                                                  |
| 6月13日  | THE IDOLM@STER STELLA MASTER ENCORE shy→shining                                                                            | 765PRO ALLSTARS | 「shy→shining（M@STER VERSION）」 | ゲーム『アイドルマスター ステラステージ』関連曲                                                  |
| 6月13日  | THE IDOLM@STER STELLA MASTER ENCORE shy→shining                                                                            | 三浦あずさ（たかはし智秋） | 「shy→shining（M@STER VERSION）」 | ゲーム『アイドルマスター ステラステージ』関連曲                                                  |
| 8月29日  | THE IDOLM@STER MILLION THE@TER GENERATION 11 UNION!!                                                                       | 765 MILLION ALLSTARS | 「UNION!!」 「Welcome!!」 | ゲーム『アイドルマスター ミリオンライブ！ シアターデイズ』関連曲                                 |
| 9月26日  | LOST SONG Blu-ray BOX〜Full Orchestra〜 特典CD                                                                             | ポニー・グッドライト（たかはし智秋） | 「ゴルト、栄光の地よ！」 「太古の女神の歌」 「癒やしの歌〜図形譜の謎〜」 | テレビアニメ『LOST SONG』挿入歌                                                                  |
| 11月21日 | THE IDOLM@STER 765 MILLIONSTARS HOTCHPOTCH FESTIV@L!! LIVE CD                                                              | 三浦あずさ（たかはし智秋）、菊地真（平田宏美）、高坂海美（上田麗奈）、篠宮可憐（近藤唯）、舞浜歩（戸田めぐみ） | 「神SUMMER!!」 | 『アイドルマスター』関連曲                                                                       |
| 11月28日 | プリンセスコネクト！Re:Dive PRICONNE CHARACTER SONG 06                                                                     | ジュン（川澄綾子）、クリスティーナ（たかはし智秋）、トモ（茅原実里）、マツリ（下田麻美） | 「Aloofness Code」 | ゲーム『プリンセスコネクト！Re:Dive』挿入歌                                                      |
| 2019年   | | | |                                                                                                  |
| 1月9日   | THE IDOLM@STER 初星-mix | 765PRO ALLSTARS | 「THE IDOLM@STER 初星-mix」 | ライブイベント『THE IDOLM@STER ニューイヤーライブ!! 初星宴舞』関連曲                             |
| 1月30日  | THE IDOLM@STER ニューイヤーライブ!! 初星宴舞 LIVE Blu-ray 絢爛装丁版 特典CD                                                | 765PRO ALLSTARS | 「THE IDOLM@STER 初星-mix ロングイントロver.」 | ライブイベント『THE IDOLM@STER ニューイヤーライブ!! 初星宴舞』関連曲                             |
| 6月26日  | THE IDOLM@STER MILLION THE@TER GENERATION 18 765PRO ALLSTARS                                                               | 765PRO ALLSTARS | 「LEADER!!」 「Brand New Theater!」 | ゲーム『アイドルマスター ミリオンライブ！ シアターデイズ』関連曲                                 |
| 7月24日  | THE IDOLM@STER MILLION THE@TER WAVE 01 Flyers!!!                                                                           | 765 MILLION ALLSTARS | 「Flyers!!!」 | ゲーム『アイドルマスター ミリオンライブ！ シアターデイズ』関連曲                                 |
| 2020年   | | | |                                                                                                  |
| 1月29日  | THE IDOLM@STER MILLION THE@TER WAVE 05 ARCANA                                                                              | ARCANA | 「Fermata in Rapsodia」 「DEpArture from THe life」 | ゲーム『アイドルマスター ミリオンライブ！ シアターデイズ』関連曲                                 |
| 8月26日  | THE IDOLM@STER MILLION THE@TER WAVE 10 Glow Map                                                                            | 765 MILLION ALLSTARS | 「Glow Map」 | ゲーム『アイドルマスター ミリオンライブ！ シアターデイズ』関連曲                                 |
| 9月2日   | ヒプノシスマイク-Division Rap Battle- Official Guide Book 初回限定版特典CD                                                 | 中王区 言の葉党 | 「Femme Fatale」 | キャラクターCD『ヒプノシスマイク』関連曲                                                         |
| 2021年   | | | |                                                                                                  |
| 2月10日  | THE IDOLM@STER MASTER ARTIST 4 08 三浦あずさ                                                                               | 三浦あずさ（たかはし智秋） | 「VELVET QUIET」 「人生は夢だらけ」 「糸」 「マジで…!?」 「New Me, Continued」 | 『アイドルマスター』関連曲                                                                       |
| 7月28日  | THE IDOLM@STER MILLION THE@TER SEASON Harmony 4 You                                                                        | 765 MILLION ALLSTARS | 「Harmony 4 You」 | ゲーム『アイドルマスター ミリオンライブ！ シアターデイズ』関連曲                                 |
| 7月28日  | THE IDOLM@STER MILLION THE@TER SEASON Harmony 4 You                                                                        | 765PRO ALLSTARS | 「EVERYDAY STARS!!」 | ゲーム『アイドルマスター ミリオンライブ！ シアターデイズ』関連曲                                 |
| 8月25日  | THE IDOLM@STER MILLION LIVE! 聖ミリオン女学園                                                                              | 高坂海美（上田麗奈）、三浦あずさ（たかはし智秋）、中谷育（原嶋あかり） | 「カーテシーフラワー」 | ゲーム『アイドルマスター ミリオンライブ！ シアターデイズ』関連曲                                 |
| 10月6日  | THE IDOLM@STER STARLIT SEASON 00 GR@TITUDE                                                                                 | Project LUMINOUS | 「GR@TITUDE」 | ゲーム『アイドルマスター スターリットシーズン』関連曲                                            |
| 10月6日  | THE IDOLM@STER STARLIT SEASON 00 GR@TITUDE 日本コロムビア盤                                                                | 765PRO ALLSTARS | 「GR@TITUDE」 | ゲーム『アイドルマスター スターリットシーズン』関連曲                                            |
| 12月1日  | THE IDOLM@STER STARLIT SEASON 01                                                                                           | Project LUMINOUS | 「THE IDOLM@STER」 | ゲーム『アイドルマスター スターリットシーズン』関連曲                                            |
| 12月1日  | THE IDOLM@STER STARLIT SEASON 01                                                                                           | 765PRO ALLSTARS、MILLIONSTARS | 「Thank you!」 | ゲーム『アイドルマスター スターリットシーズン』関連曲                                            |
| 12月1日  | THE IDOLM@STER STARLIT SEASON 01                                                                                           | 765PRO ALLSTARS、シャイニーカラーズ | 「Spread the Wings!!」 | ゲーム『アイドルマスター スターリットシーズン』関連曲                                            |
| 2022年   | | | |                                                                                                  |
| 1月19日  | THE IDOLM@STER STARLIT SEASON 02                                                                                           | 765PRO ALLSTARS、シャイニーカラーズ | 「READY!!」 | ゲーム『アイドルマスター スターリットシーズン』関連曲                                            |
| 1月19日  | THE IDOLM@STER STARLIT SEASON 02                                                                                           | 765PRO ALLSTARS、CINDERELLA GIRLS、MILLIONSTARS | 「Brand New Theater!」 | ゲーム『アイドルマスター スターリットシーズン』関連曲                                            |
| 2月23日  | THE IDOLM@STER MILLION THE@TER SEASON CLEVER CLOVER                                                                        | 箱崎星梨花（麻倉もも）、三浦あずさ（たかはし智秋）、高坂海美（上田麗奈）、ロコ（中村温姫） | 「産声とクラブ」 | ゲーム『アイドルマスター ミリオンライブ！ シアターデイズ』関連曲                                 |
| 3月2日   | THE IDOLM@STER STARLIT SEASON 03                                                                                           | 765PRO ALLSTARS、MILLIONSTARS | 「UNION!!」 | ゲーム『アイドルマスター スターリットシーズン』関連曲                                            |
| 3月2日   | THE IDOLM@STER STARLIT SEASON 03                                                                                           | 如月千早（今井麻美）、秋月律子（若林直美）、三浦あずさ（たかはし智秋）、四条貴音（原由実）、神崎蘭子（内田真礼）、最上静香（田所あずさ）、白石紬（南早紀）、白瀬咲耶（八巻アンナ）、杜野凛世（丸岡和佳奈）、奥空心白（田中あいみ）                                       | 「アイシテの呪縛 〜Je vous aime〜」 | ゲーム『アイドルマスター スターリットシーズン』関連曲                                            |
| 4月13日  | THE IDOLM@STER STARLIT SEASON 04                                                                                           | 765PRO ALLSTARS | 「IDOL☆HEART」 | ゲーム『アイドルマスター スターリットシーズン』関連曲                                            |
| 4月13日  | THE IDOLM@STER STARLIT SEASON 04                                                                                           | 如月千早（今井麻美）、秋月律子（若林直美）、三浦あずさ（たかはし智秋）、四条貴音（原由実）、神崎蘭子（内田真礼）、高垣楓（早見沙織）、最上静香（田所あずさ）、白石紬（南早紀）、白瀬咲耶（八巻アンナ）、杜野凛世（丸岡和佳奈）、奥空心白（田中あいみ）、玲音（茅原実里） | 「ダンス・ダンス・ダンス」 | ゲーム『アイドルマスター スターリットシーズン』関連曲                                            |
| 4月13日  | THE IDOLM@STER STARLIT SEASON 04                                                                                           | Project LUMINOUS、DIAMANT | 「GR＠TITUDE」 | ゲーム『アイドルマスター スターリットシーズン』関連曲                                            |
| 4月13日  | THE IDOLM@STER STARLIT SEASON 04                                                                                           | 765PRO ALLSTARS、奥空心白（田中あいみ）、亜夜（日高里菜） | 「なんどでも笑おう」 | ゲーム『アイドルマスター スターリットシーズン』関連曲                                            |
| 7月9日   | THE IDOLM@STER LIVE THE@TER SOLO COLLECTION 10 765PRO ALLSTARS                                                             | 三浦あずさ（たかはし智秋） | 「DEpArture from THe life」 | ゲーム『アイドルマスター ミリオンライブ！ シアターデイズ』関連曲                                 |
| 7月9日   | THE IDOLM@STER 765PRO ALLSTARS LIVE SUNRICH COLORFUL コロムビア会場オリジナルCD                                            | 三浦あずさ（たかはし智秋） | 「虹のデスティネーション」 | ゲーム『アイドルマスター』関連曲                                                                 |
| 7月27日  | THE IDOLM@STER MILLION THE@TER SEASON 夢にかけるRainbow                                                                    | 765 MILLION ALLSTARS | 「夢にかけるRainbow」 | ゲーム『アイドルマスター ミリオンライブ！ シアターデイズ』関連曲                                 |
| 7月27日  | THE IDOLM@STER MILLION THE@TER SEASON 夢にかけるRainbow                                                                    | エンジェルスターズ | 「夢にかけるRainbow」 | ゲーム『アイドルマスター ミリオンライブ！ シアターデイズ』関連曲                                 |
| 9月28日  | THE IDOLM@STER MILLION LIVE! M@STER SPARKLE2 09                                                                            | 三浦あずさ（たかはし智秋） | 「I Do」 | ゲーム『アイドルマスター ミリオンライブ！ シアターデイズ』関連曲                                 |
| 12月14日 | THE IDOLM@STER MILLION THE@TER VARIETY 02                                                                                  | 徳川まつり（諏訪彩花]）、大神環（稲川英里）、白石紬（南早紀）、福田のり子（浜崎奈々）、三浦あずさ（たかはし智秋） | 「Vacation VS Summer 〜ナツとヤスミのアンビバレント！〜」 | ゲーム『アイドルマスター ミリオンライブ！ シアターデイズ』関連曲                                 |
| 12月14日 | THE IDOLM@STER MILLION THE@TER VARIETY 02                                                                                  | 765 MILLION ALLSTARS | 「Brand New Theater! 〜Brand New Year Ver.〜」 | ゲーム『アイドルマスター ミリオンライブ！ シアターデイズ』関連曲                                 |
| 2023年   | | | |                                                                                                  |
| 1月25日  | プリンセスコネクト！Re:Dive PRICONNE CHARACTER SONG 31                                                                     | マツリ（下田麻美）、クリスティーナ（たかはし智秋） | 「Knight's Soul」 | ゲーム『プリンセスコネクト！Re:Dive』挿入歌                                                      |
| 1月25日  | プリンセスコネクト！Re:Dive PRICONNE CHARACTER SONG 31                                                                     | クリスティーナ（たかはし智秋） | 「Knight's Soul」 | ゲーム『プリンセスコネクト！Re:Dive』関連曲                                                      |
| 2月11日  | THE IDOLM@STER M@STERS OF IDOL WORLD!!!!! 2023 なんどでも笑おう                                                            | 765PRO ALLSTARS | 「なんどでも笑おう」 | 「アイドルマスターシリーズ」関連曲                                                               |
| 2月11日  | THE IDOLM@STER M@STERS OF IDOL WORLD!!!!! 2023 なんどでも笑おう                                                            | 三浦あずさ（たかはし智秋） | 「なんどでも笑おう」 | 「アイドルマスターシリーズ」関連曲                                                               |
| 3月23日  | THE IDOLM@STER 765 MILLION ALLSTARS BEST                                                                                   | 765 MILLION ALLSTARS | 「Thank You!（765 MILLION ALLSTARS ver.）」 「夢にかけるRainbow（Brand New Ver.）」 「Crossing!」 | ゲーム『アイドルマスター ミリオンライブ！ シアターデイズ』関連曲                                 |
| 7月26日  | THE IDOLM@STER 765PRO LIVE THE@TER COLLECTION Vol.2                                                                        | 765PRO ALLSTARS | 「Dreaming!」 「UNION!!」 「Flyers!!!」 「Glow Map」 「Harmony 4 You」 「夢にかけるRainbow」 | ゲーム『アイドルマスター ミリオンライブ！ シアターデイズ』関連曲                                 |
| 7月26日  | THE IDOLM@STER MILLION LIVE! グッドサイン                                                                                  | 765 MILLION ALLSTARS | 「グッドサイン」 | ゲーム『アイドルマスター ミリオンライブ！ シアターデイズ』関連曲                                 |
| 7月26日  | THE IDOLM@STER MILLION LIVE! グッドサイン                                                                                  | 765PRO ALLSTARS | 「グッドサイン」 | ゲーム『アイドルマスター ミリオンライブ！ シアターデイズ』関連曲                                 |
| 9月27日  | THE IDOLM@STER MILLION THE@TER VARIETY 04                                                                                  | 三浦あずさ（たかはし智秋）、二階堂千鶴（野村香菜子）、四条貴音（原由実）、北上麗花（平山笑美）、豊川風花（末柄里恵） | 「カンパリーナ♡」 | ゲーム『アイドルマスター ミリオンライブ！ シアターデイズ』関連曲                                 |
| 2024年   | | | |                                                                                                  |
| 7⽉31⽇  | THE IDOLM@STER MILLION LIVE! 7Days A Week!!                                                                                | 765 MILLION ALLSTARS | 「7Days A Week!!」 「DIAMOND DAYS」 | ゲーム『アイドルマスター ミリオンライブ！ シアターデイズ』関連曲                                 |
| 7⽉31⽇  | THE IDOLM@STER LIVE THE@TER SOLO COLLECTION 「DIAMOND DAYS」 765PRO ALLSTARS                                               | 三浦あずさ（たかはし智秋） | 「DIAMOND DAYS」 | ゲーム『アイドルマスター ミリオンライブ！ シアターデイズ』関連曲                                 |

### その他参加楽曲
| 発売日   | 商品名                                                | 歌                                               | 楽曲 | 備考                                             |
| 2005年   | 2005年                                                | 2005年                                           | 2005年 | 2005年                                           |
| -------- | ----------------------------------------------------- | ------------------------------------------------ | --- | ------------------------------------------------ |
| 4月27日  | MAGIC/KATAOMOI                                        | ミナミ・クリバヤシ、CT.ベロニカ                  | 「KATAOMOI」 | ラジオ『君のぞらじお』エンディングテーマ         |
| 12月21日 | Believe yourself                                      | exige                                            | 「Believe yourself」 | テレビアニメ『IGPX』エンディングテーマ           |
| 12月21日 | Believe yourself                                      | exige                                            | 「Funny Girl」 |                                                  |
| 2006年   |                                                       |                                                  | |                                                  |
| 9月27日  | THE IDOLM@STER RADIO 〜歌姫楽園〜                     | たかはし智秋                                     | 「STYLISH QUEEN★」 | ラジオ『THE IDOLM@STER RADIO』関連曲             |
| 9月27日  | THE IDOLM@STER RADIO 〜歌姫楽園〜                     | たかはし智秋、今井麻美                           | 「太陽と月」 「夢見る頃」 「URGENT!!!」 | ラジオ『THE IDOLM@STER RADIO』関連曲             |
| 9月27日  | THE IDOLM@STER RADIO 〜歌姫楽園〜                     | 三浦あずさ（たかはし智秋）                       | 「9:02pm（M@STER VERSION）」 | ゲーム『THE IDOLM@STER』関連曲                   |
| 2007年   |                                                       |                                                  | |                                                  |
| 5月30日  | THE IDOLM@STER RADIO TOP×TOP!                         | 如月千早（今井麻美）、三浦あずさ（たかはし智秋） | 「GO MY WAY!!」 | ゲーム『THE IDOLM@STER』関連曲                   |
| 5月30日  | THE IDOLM@STER RADIO TOP×TOP!                         | たかはし智秋、今井麻美                           | 「もらい泣き」 「魂のルフラン」 「少年時代」 「secret base 〜君がくれたもの〜」 「ロコロコのうた」 「乙女のポリシー」 「キャンディ・キャンディ」 「にんげんっていいな」 「Okey-dokey」 | ラジオ『THE IDOLM@STER RADIO』関連曲             |
| 5月30日  | THE IDOLM@STER RADIO TOP×TOP!                         | たかはし智秋、今井麻美、仁後真耶子               | 「ウェディング・ベル」 | ラジオ『THE IDOLM@STER RADIO』関連曲             |
| 5月30日  | THE IDOLM@STER RADIO TOP×TOP!                         | たかはし智秋、今井麻美、中村繪里子               | 「夢をあきらめないで」 | ラジオ『THE IDOLM@STER RADIO』関連曲             |
| 5月30日  | THE IDOLM@STER RADIO TOP×TOP!                         | たかはし智秋、今井麻美、下田麻美                 | 「CAT'S EYE」 | ラジオ『THE IDOLM@STER RADIO』関連曲             |
| 5月30日  | THE IDOLM@STER RADIO TOP×TOP!                         | たかはし智秋、今井麻美、長谷川明子               | 「ちょこっとLOVE」 | ラジオ『THE IDOLM@STER RADIO』関連曲             |
| 5月30日  | THE IDOLM@STER RADIO TOP×TOP!                         | たかはし智秋                                     | 「BEST ROAD」 「あばれ太鼓」 | ラジオ『THE IDOLM@STER RADIO』関連曲             |
| 2008年   |                                                       |                                                  | |                                                  |
| 4月2日   | THE IDOLM@STER RADIO VOCAL MASTER                     | 今井麻美、たかはし智秋                           | 「春の日差し」 「Inspire」 「URGENT!!!」 「あしたアイシテル」 「Okey-dokey」 「Contradiction」 「アイレデッスカ!?」 | ラジオ『THE IDOLM@STER RADIO』関連曲             |
| 4月2日   | THE IDOLM@STER RADIO VOCAL MASTER                     | たかはし智秋                                     | 「destiny」 | ラジオ『THE IDOLM@STER RADIO』関連曲             |
| 5月21日  | 太鼓の達人 オリジナルサウンドトラック「サントラ2008」 | たかはし智秋                                     | 「われら無敵のドコン団」 | ゲーム『太鼓の達人』関連曲                       |
| 6月4日   | THE IDOLM@STER RADIO COLORFUL MEMORIES                | たかはし智秋、今井麻美                           | 「START」 「大きな古時計」 「tune the rainbow」 「雪の華」 「White Love」 「これが私の生きる道」 「王蟲との交流」 「レッツゴー!! ライダーキック」 「あずさ2号」 「自動車ショー歌」 「仰げば尊し」 | ラジオ『THE IDOLM@STER RADIO』関連曲             |
| 6月4日   | THE IDOLM@STER RADIO COLORFUL MEMORIES                | たかはし智秋、今井麻美、若林直美                 | 「君にありがとう」 | ラジオ『THE IDOLM@STER RADIO』関連曲             |
| 6月4日   | THE IDOLM@STER RADIO COLORFUL MEMORIES                | たかはし智秋、今井麻美、仁後真耶子               | 「Let Me Be With You」 | ラジオ『THE IDOLM@STER RADIO』関連曲             |
| 6月4日   | THE IDOLM@STER RADIO COLORFUL MEMORIES                | たかはし智秋、今井麻美、下田麻美                 | 「おジャ魔女カーニバル」 | ラジオ『THE IDOLM@STER RADIO』関連曲             |
| 6月4日   | THE IDOLM@STER RADIO COLORFUL MEMORIES                | たかはし智秋、今井麻美、平田宏美                 | 「HOT LIMIT」 | ラジオ『THE IDOLM@STER RADIO』関連曲             |
| 6月4日   | THE IDOLM@STER RADIO COLORFUL MEMORIES                | たかはし智秋                                     | 「好きになった人」 「おしりかじり虫」 | ラジオ『THE IDOLM@STER RADIO』関連曲             |
| 2009年   |                                                       |                                                  | |                                                  |
| 3月25日  | THE IDOLM@STER RADIO 歌道場                           | たかはし智秋、今井麻美                           | 「ドリルでルンルン クルルンルン」 「ブルーウォーター」 「デリケートに好きして」 「春一番」 「Over Drive」 「暁の車」 「崖の上のポニョ」 「KI-ZU-NA〜遥かなる者へ」 「ミラクル・ガール」 「UFO」 「翼をください」 「淋しい熱帯魚」 「果てなく続くストーリー」 「異邦人」 「恋花火」 「手紙 〜拝啓 十五の君へ〜」 「もらい泣き」 「僕はあなたに恋する」 | ラジオ『THE IDOLM@STER RADIO』関連曲             |
| 3月25日  | THE IDOLM@STER RADIO 歌道場                           | たかはし智秋、今井麻美、平田宏美                 | 「ベルサイユのばら〜薔薇は美しく散る〜」 | ラジオ『THE IDOLM@STER RADIO』関連曲             |
| 3月25日  | THE IDOLM@STER RADIO 歌道場                           | たかはし智秋、今井麻美、原由実                   | 「守ってあげたい」 | ラジオ『THE IDOLM@STER RADIO』関連曲             |
| 3月25日  | THE IDOLM@STER RADIO 歌道場                           | たかはし智秋、今井麻美、若林直美                 | 「丸の内サディスティック」 | ラジオ『THE IDOLM@STER RADIO』関連曲             |
| 3月25日  | THE IDOLM@STER RADIO 歌道場                           | たかはし智秋                                     | 「天城越え」 | ラジオ『THE IDOLM@STER RADIO』関連曲             |
| 3月25日  | THE IDOLM@STER RADIO 歌道場                           | 三浦あずさ feat.たかはし智秋                     | 「そばにいるね」 | ラジオ『THE IDOLM@STER RADIO』関連曲             |
| 7月15日  | THE IDOLM@STER RADIO LONG TIME                        | たかはし智秋                                     | 「sunshine」 「赤い花咲いた」 | ラジオ『THE IDOLM@STER RADIO』関連曲             |
| 7月15日  | THE IDOLM@STER RADIO LONG TIME                        | 今井麻美、たかはし智秋                           | 「Smile Smile Smile」 「Lady☆Cake」 「エール」 「JM-Justify Myself-」 「Melting season」 「てがみうた」 「pink の february」 「また、はじめよう。」 | ラジオ『THE IDOLM@STER RADIO』関連曲             |
| 2012年   |                                                       |                                                  | |                                                  |
| 2月29日  | THE IDOLM@STER STATION!!! Nouvelle Vague              | 沼倉愛美、原由実、浅倉杏美、たかはし智秋         | 「元気を出して」 | ラジオ『THE IDOLM@STER STATION!!!』関連曲        |
| 3月21日  | 太鼓の達人 オリジナルサウンドトラック「フルコンボ!」  | たかはし智秋                                     | 「ドコDON★まつリズム」 | ゲーム『太鼓の達人』収録曲                       |
| 2014年   |                                                       |                                                  | |                                                  |
| 4月30日  | 夜中メイクが気になったから ラジオCD                   | たかはし智秋、愛美、千菅春香                     | 「よなきにガールズのテーマ♪」 | ラジオ『夜中メイクが気になったから』テーマソング |

## ライブ・イベント
| 出演日              | タイトル                                    | 会場                 |
| ------------------- | ------------------------------------------- | -------------------- |
| 2011年1月15日、16日 | 東京オートサロン2011                        | 幕張メッセ（千葉県） |
| 2011年12月11日      | みるくらりあっと Vol.4〜続・MOE CORKSCREW〜 | 新宿BLAZE（東京都）  |
| 2012年1月14日       | 東京オートサロン2012                        | 幕張メッセ（千葉県） |

## 書籍・作品

### 写真集
| 発売日        | タイトル                                           | 撮影者   | 出版元                         | ISBN                   | 備考                      |
| ------------- | -------------------------------------------------- | -------- | ------------------------------ | ---------------------- | ------------------------- |
| 2007年9月20日 | Aice5メモリアルフォトブック recollection           |          | 学研プラス                     | ISBN 978-4-05-403560-7 | 声優ユニット「Aice5」名義 |
| 2010年2月10日 | Juicy Dancing(サブラDVDムック)                     | 西條彰仁 | 小学館                         | ISBN 978-4-09-103083-2 | たかはし智秋1st写真集     |
| 2013年2月20日 | SEXY SYMBOL                                        | 石川信介 | グライドメディア               | ISBN 978-4-8130-2211-4 | たかはし智秋2nd写真集     |
| 2013年4月25日 | フォトブック「俺の理想の女」&ラジオCD「飼育日誌1」 | 細谷佳正 | ラジオ関西＆アニたまどっとコム |                        |                           |

### デジタル写真集
| 発売日         | タイトル                        | 撮影者 | 出版       | 備考                             |
| -------------- | ------------------------------- | ------ | ---------- | -------------------------------- |
| 2011年         | Ambivalence                     |        |            |                                  |
| 2021年10月27日 | 「LADY LUCK」アイドルニッポン!! |        | リバプール | 制作年：2014年、撮影時年齢：37歳 |

### カレンダー
- たかはし智秋2012年カレンダー（2012年）
- たかはし智秋2015年カレンダー LADY LUCK（2014年）

### グラビア・モデル
2008年
- sabra2009年2月号（グラビア）

2009年
- sabra2009年7月号（付きDVD出演のみ）、10月号、2010年2月号（付きDVD出演のみ）
- BrownbunnyDOLL・California Doll（モデル）
- 週刊プレイボーイ2009年45号（グラビア）

2010年
- sabra2010年3月号（最終号、付きDVDも出演）
- たかはし智秋オフィシャルカードコレクション「Juicy Dancing」（10月16日）

2011年
- FRIDAY2011年10月7日号（グラビア）
- 週刊プレイボーイ 2011年11/14号（10月31日）

2013年
- 声優パラダイス 連載グラビア

### イメージビデオ
| 発売日         | タイトル          | 規格品番  | メーカー       | オリコン 最高位 |
| -------------- | ----------------- | --------- | -------------- | --------------- |
| 2010年3月30日  | Juicy Juicy Juicy | JPTDV-004 | ジャパンタイム | 125位           |
| 2014年10月17日 | LADY LUCK         | LPFD-278  | リバプール     | 255位           |

## その他

### プロデュース担当
- CD『THE IDOLM@STER RADIO 歌道場』（2009年3月25日発売。ジャケットのプロデュースを担当）

### 作詞
- STYLISH QUEEN★（2006年）
- five arrows（2007年、Aice5のアルバム『Love Aice5』収録曲）
- Letter（2007年、Aice5共同作詞、Aice5のシングル『Letter』タイトル曲）
- アイレデッスカ!?（2008年、リスナーP有志、今井麻美、たかはし智秋共同作詞、歌：今井麻美＆たかはし智秋）
- あなたのお口にAice5クリーム!（2015年、エンドウ.・Aice5共同作詞、Aice5のシングル『Be with you』収録曲）